# Gotthold Ephraim Lessing

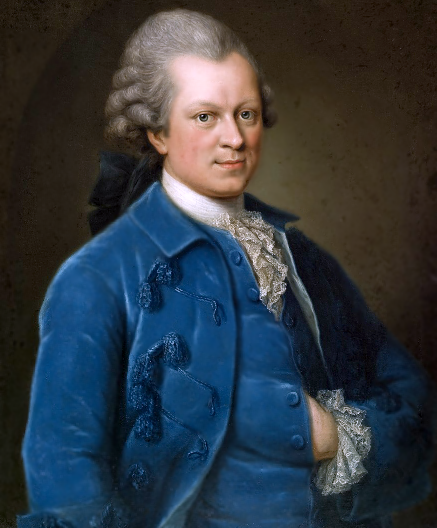
Gotthold Ephraim Lessing, Gemälde von Anna Rosina de Gasc (Lisiewska), 1767/1768, Gleimhaus Halberstadt

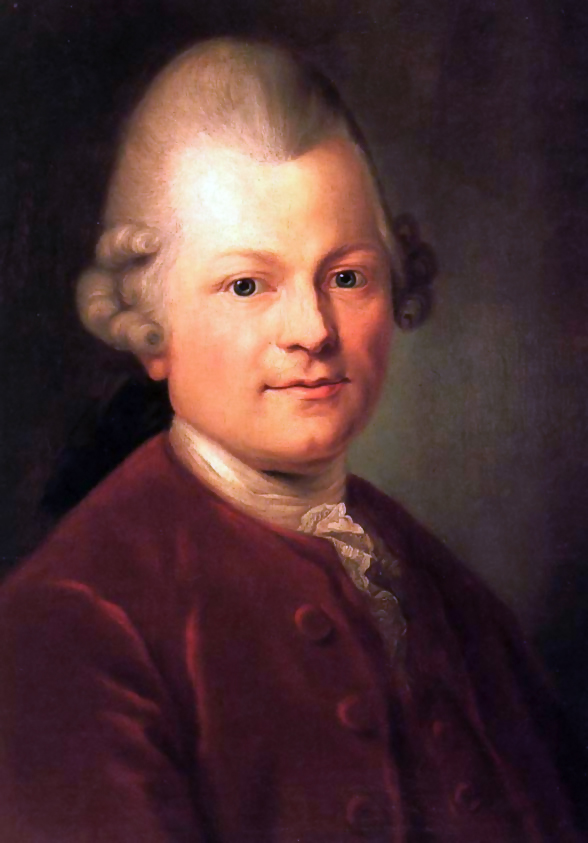
Gotthold Ephraim Lessing, Gemälde von Anton Graff (1771)

Gotthold Ephraim Lessing (* 22. Januar 1729 in Kamenz, Markgraftum Oberlausitz; † 15. Februar 1781 in Braunschweig) war ein bedeutender Dichter der Aufklärung. Mit seinen Dramen und seinen theoretischen Schriften, die vor allem dem Toleranzgedanken verpflichtet sind, hat dieser Aufklärer der weiteren Entwicklung des Theaters einen wesentlichen Weg gewiesen und die öffentliche Wirkung von Literatur nachhaltig beeinflusst. Lessing ist der erste deutsche Dramatiker, dessen Werk bis heute ununterbrochen in den Theatern aufgeführt wird.

## Leben

### Herkunft

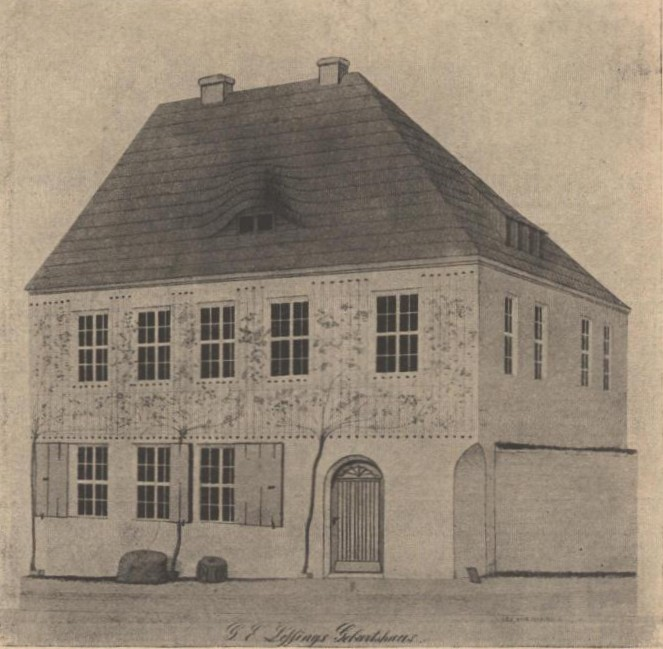
Lessings Geburtshaus in Kamenz

Gotthold Ephraim Lessing war das dritte Kind und der zweitälteste Sohn des Kamenzer Archidiakons Johann Gottfried Lessing und seiner Frau Justina Salome (geb. Feller) (1703–1777). Neun Geschwister folgten im Laufe der Jahre, jedoch überlebten nur sieben seiner Geschwister ihren ersten Lebenstag, sodass Gotthold letztendlich der älteste Sohn war. Am 24. Januar 1729 wurde er in der St. Marienkirche in Kamenz durch seinen Großvater Gottfried Feller getauft.
Der Vater Johann Gottfried Lessing war ein Vertreter der lutherischen Orthodoxie. So bestimmten bei den Lessings, die bereits in der zweiten Generation zur Elite der Stadt gehörten, vor allem die Bibel, der Glaube und die Sorge um das materielle „tägliche Brot“ das Gespräch beim Essen.

### Schule
Lessings Vater unterrichtete seinen Sohn zunächst selbst, um ihn auf Schule und Universität vorzubereiten. Bereits im Alter von fünf Jahren war Lessing in der Lage, die Bibel und den von seinem Vater formulierten Katechismus zu lesen. Anschließend bekam er den Privatlehrer Christlob Mylius an die Seite gestellt, mit dem er auch bis über das Studium hinaus freundschaftlich verbunden blieb.
Als sich ihre Wege durch den Fortzug des Lehrers trennten, schickte sein Vater ihn in die öffentliche Lateinschule. Dort zeigte sich recht schnell, dass Lessing für sein Alter eine rasche Auffassungsgabe besaß und ein kluges Kind war. Als der Unterricht der Lateinschule nicht mehr den intellektuellen Fähigkeiten des Schülers genügte, reichte Lessings Vater 1737 beim Kurfürsten ein Gesuch ein, den Sohn Gotthold Ephraim als „Alumnus mit einer freyen Kost-Stelle“ in der Fürstenschule St. Afra in Meißen aufzunehmen. 1741 bestand er die Aufnahmeprüfung in St. Afra hervorragend und erfüllte damit die vom Vater in ihn gesetzten Erwartungen.
Mit einem Stipendium der Familie von Carlowitz ausgestattet, wechselte er am 22. Juni 1741 an die Fürstenschule in Meißen, wo er sich nach anfänglichen Konflikten mit der Schulordnung in das Anstaltsleben einfügte und neben dem umfangreichen Lehrplan der Schule in den alten Sprachen Latein, Griechisch und Hebräisch nur wenig Zeit fand, sich mit der zeitgenössischen „schönen Literatur“, gar der deutschen, oder den modernen Zeitschriften zu beschäftigen. Erste schriftstellerische Versuche Lessings reichen in diese Zeit zurück. 1746 wurde Lessing vom Rektor Theophilus Grabener wegen seiner ausgezeichneten Leistungen vorzeitig entlassen.

### Studium
Lessing ging zum Studium an die Universität Leipzig und immatrikulierte sich am 20. September 1746. Er studierte zunächst nach dem Wunsch des Vaters Theologie, verlor jedoch bald das Interesse daran und begann sich unter dem Einfluss seines Freundes Mylius, zum Kummer seiner Eltern, mit Poesie und Theater zu beschäftigen.
1748 wechselte er zum Medizinstudium und begab sich am 20. August desselben Jahres zu weiteren Studien an die Universität Wittenberg. Im November 1748 zog er nach einer überstandenen Krankheit in die brandenburgische Residenzstadt Berlin. Dort rezensierte er die Berlinerische Privilegierte Zeitung (die spätere Vossische Zeitung), wurde 1750 Mitarbeiter bei den Critischen Nachrichten aus dem Reiche der Gelehrsamkeit und begegnete unter anderem 1750 Voltaire.
Ab 1751 konzentrierte sich Lessing weiter auf sein Studium in Wittenberg. Als Medizinstudent verfolgte er ein Studium an der philosophischen Fakultät. Dort standen ihm die Vorlesungen von Johann Heinrich Martius in Poetik, Martin Hassen in Ethik, von Johann Daniel Ritter in Geschichte, von Georg Wilhelm Kirchmaier in Griechischer Sprache und Literatur, von Karl Gottlob Sperbach in Philosophie, von Georg Friedrich Baermann sowie Johann Friedrich Weidler in Mathematik, von Georg Matthias Bose in Physik und von Johann Wilhelm von Berger in Rhetorik zur Verfügung. Als Medizinstudent waren zu seiner Studienzeit Georg August Langguth, Abraham Vater, Daniel Wilhelm Triller und Georg Rudolf Böhmer seine Lehrer. So gebildet absolvierte Lessing am 29. April 1752 die Promotion zum Magister der Sieben Freien Künste wahrscheinlich mit einer Arbeit zu dem spanischen Arzt und Philosophen Juan Huarte.

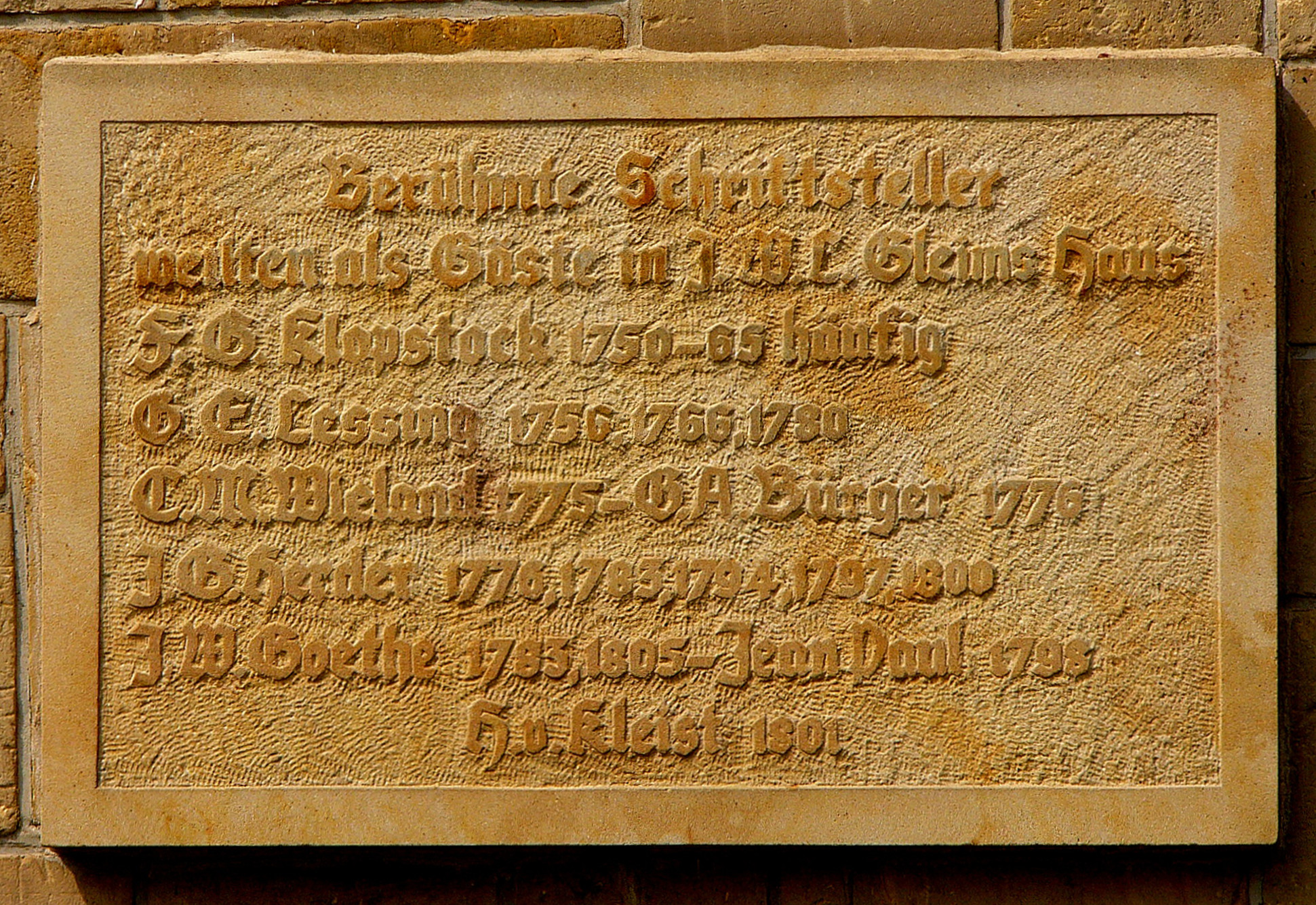
Oft verweilte G. E. Lessing im Gleimhaus zu Halberstadt

### Berlin

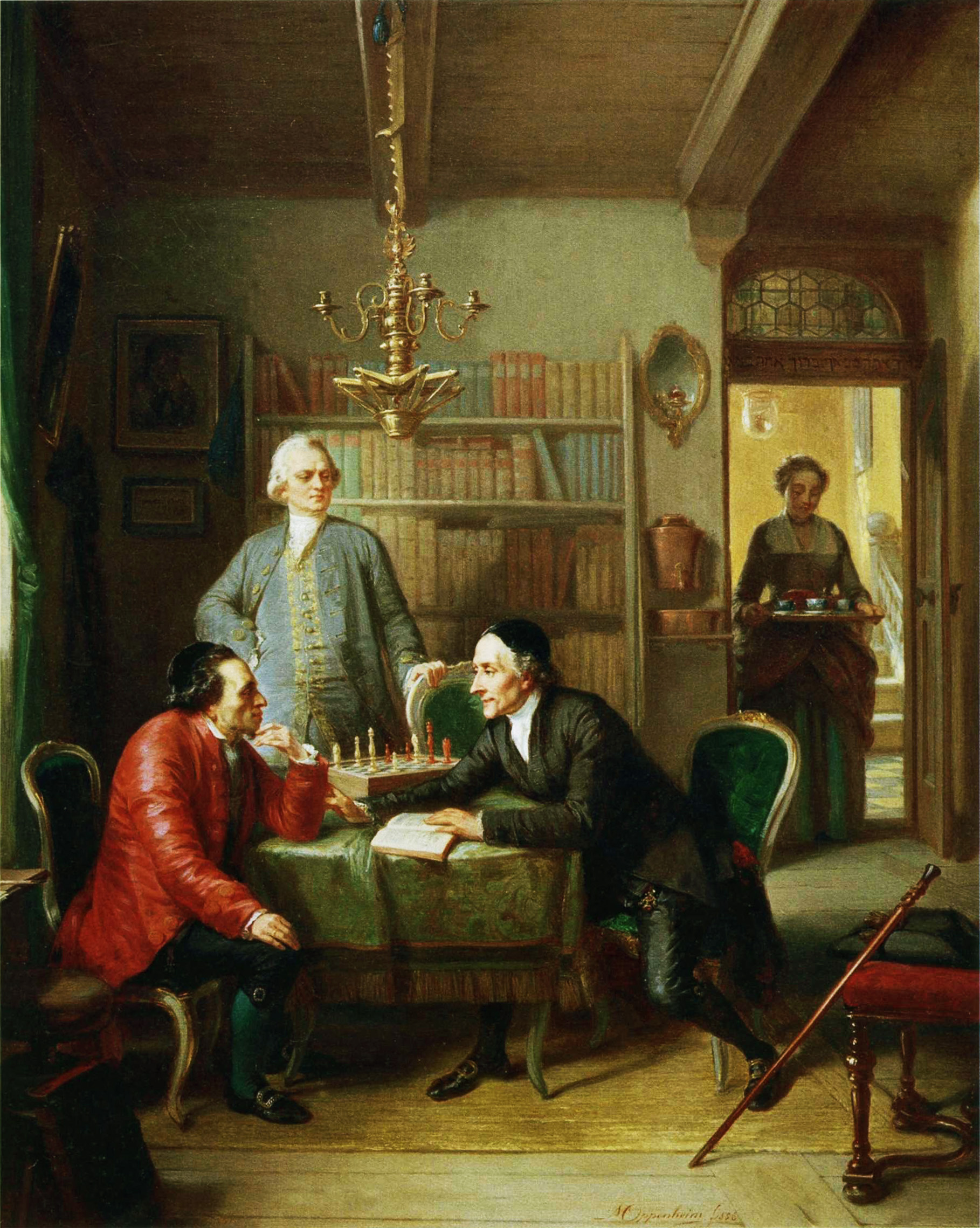
Lessing und Johann Caspar Lavater zu Gast bei Moses Mendelssohn, Gemälde von Moritz Daniel Oppenheim (1856)

Als Lessing im November 1752 nach Berlin zurückkehrte, bezog er gemeinsam mit Christian Nicolaus Naumann eine Wohnung. Er machte Bekanntschaft mit Karl Wilhelm Ramler, Friedrich Nicolai, Ewald Christian von Kleist, Johann Georg Sulzer, Carl Philipp Emanuel Bach und schloss Freundschaft mit Moses Mendelssohn.
Im Oktober 1755 kehrte er nach Leipzig zurück. Im folgenden Jahr plante er eine auf mehrere Jahre angelegte Bildungsreise durch die Niederlande, England und Frankreich als Begleiter des Leipziger Kaufmannssohns Christian Gottfried Winckler (1734–1784), die er und insbesondere Winckler jedoch wegen des Siebenjährigen Krieges bereits in Amsterdam abbrechen mussten. Im selben Jahr begegnete er Johann Wilhelm Gleim, Friedrich Gottlieb Klopstock und Conrad Ekhof, den Mitbegründer der ersten deutschen Schauspielakademie.
1758 zog Lessing erneut nach Berlin, wo er mit Friedrich Nicolai und Moses Mendelssohn zusammen die Briefe, die neueste Literatur betreffend veröffentlichte. 1760 wurde Lessing zum Auswärtigen Mitglied der Berliner Akademie der Wissenschaften gewählt.

### Breslau und Hamburg
Von 1760 bis 1765 war er in Breslau als Sekretär beim General Tauentzien beschäftigt. 1765 kehrte er zurück nach Berlin.

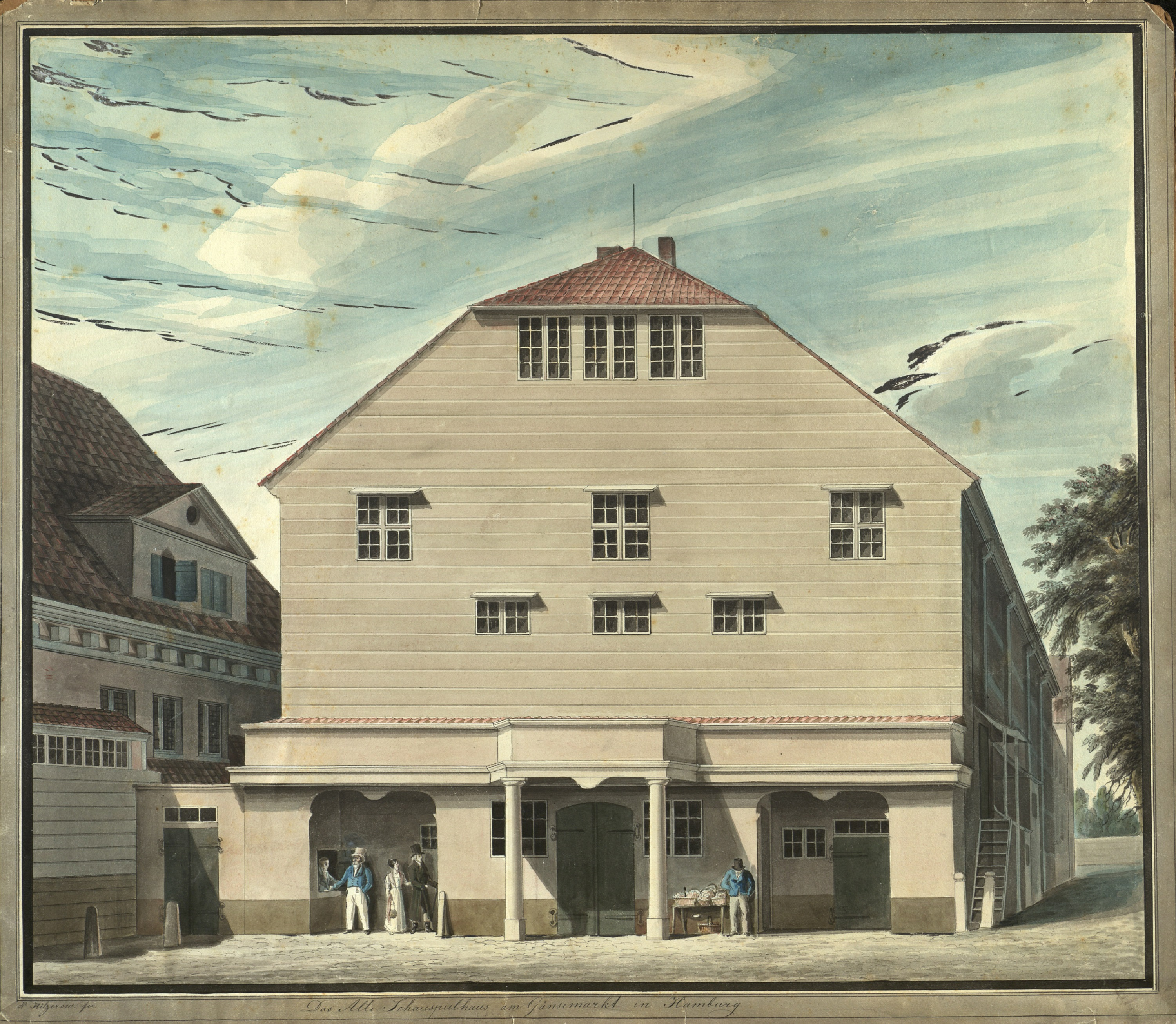
Altes Theater am Gänsemarkt in Hamburg bis 1827

1767 ging Lessing für drei Jahre als Dramaturg und Berater an das Hamburger Nationaltheater, dessen Hauptunterstützer Abel Seyler war. Das Theater wurde bereits 1769 aus finanziellen Gründen wieder geschlossen, als Seyler sein ganzes Vermögen ausgegeben hatte. In dem Theater wurde Lessings Stück Minna von Barnhelm aufgeführt. Während seiner Tätigkeit am Hamburger Theater machte er unter anderem Bekanntschaft mit Friedrich Ludwig Schröder, Carl Philipp Emanuel Bach, Johann Melchior Goeze, Johann Friedrich Löwen und den Familien Reimarus und König. Dabei lernte er seine spätere Frau Eva König kennen, deren Mann Engelbert König zu diesem Zeitpunkt noch lebte.

### Bibliothekar in Wolfenbüttel, Hochzeit

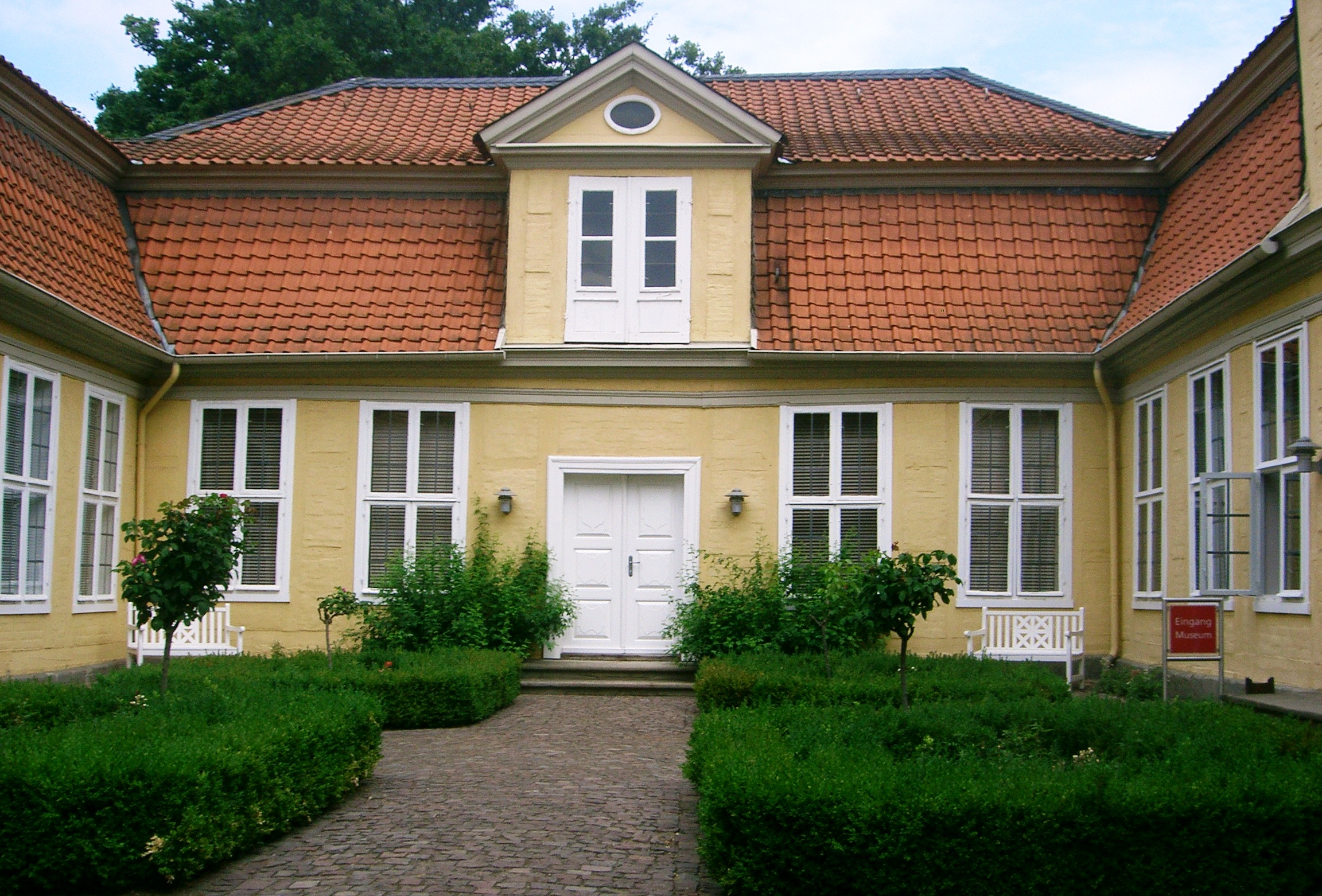
Lessinghaus in Wolfenbüttel.
Hier lebte und arbeitete Lessing nach seiner Hochzeit mit Eva König.

1769 bot Erbprinz Karl Wilhelm Ferdinand von Braunschweig-Wolfenbüttel Lessing die Bibliothekarsstelle der Bibliotheca Augusta an. Nach seinem Umzug nach Wolfenbüttel begann Lessing am 7. Mai 1770 seinen Dienst an der Herzog August Bibliothek, gegen 600 Reichstaler Jahresgehalt und freie Unterkunft. Lessing bewohnte zunächst einige Räume im seit 1753/54 leerstehenden Wolfenbütteler Schloss. Nach der Hochzeit mit Eva König, 1776, bezog er mit seiner Frau zuerst das Meißnerhaus und, im Jahr darauf, schließlich das Schäffersche Haus, unmittelbar zwischen Schloss und Bibliothek gelegen und später Lessinghaus genannt.
Zum weiteren Bibliothekspersonal zählten ein Sekretär und ein Diener. Nahezu auf sich allein gestellt, öffnete Lessing die Bibliothek während einiger Tage in der Woche dem Publikumsverkehr; dies war nur während des Sommerhalbjahres praktizierbar, winters blieb die Bibliotheca Augusta geschlossen. Für Neuanschaffungen waren Lessing nur 50 Taler jährlich bewilligt worden, so dass er versuchte, über Doublettentausch an neue Werke zu gelangen. Lessings primäre Aufgabe bestand jedoch in der Umgliederung des neueren Bibliotheksbestandes, der bisher nur nach den Namen der Hinterlasser, nicht aber nach Sachgebieten sortiert war. Etwa 100.000 Bände waren neu zu ordnen; eine Aufgabe, die aufgrund ihres gewaltigen Umfangs erst lange nach Lessings Tod zu einem Ende kommen sollte. Im Bestand entdeckte Lessing das hochmittelalterliche Werk Schedula diversarum artium des Theophilus Presbyter, das er 1774 unter dem Titel Vom Alter der Ölmalerey aus dem Theophilus Presbyter herausgab.
Neben seiner Arbeit als Bibliothekar fand Lessing weiterhin Zeit für seine literarische Betätigung. So entstanden in Wolfenbüttel u. a. Emilia Galotti (1772) und Nathan der Weise (1779).
Am 14. Oktober 1771 wurde Lessing in die Freimaurerloge Zu den drei Rosen in Hamburg aufgenommen, in einer abgewandelten Zeremonie in der Wohnung des Logenmeisters von Rosenberg, und in alle drei Grade eingeführt. Er war zwar bis 1780 Mitglied, besuchte die Loge aber nie wieder. Er schätzte die Idee der Freimaurerei hoch, wie an seinem 1778 und 1780 erschienenen Werk Ernst und Falk zu sehen, nicht aber die reale Freimaurerei, wie sie sich damals zeigte.
1771 verlobte er sich mit der 1769 verwitweten Eva König. 1775 unterbrach er mehrmals seine Arbeit in der Bibliothek, da seine Verlobte zur Ordnung ihrer Vermögensverhältnisse nach Wien reisen musste. Lessing besuchte sie während ihrer Reiseetappen, in Leipzig, Berlin, Dresden, Prag und schließlich zu einer Audienz bei Kaiser Joseph II., in Wien. Dort bat ihn der zufällig ebenfalls dort weilende braunschweigische Prinz Leopold, ihn auf einer Italienreise zu begleiten. Diese führte Lessing von Wien nach Mailand, Venedig, Florenz, Genua, Turin, Rom, Neapel und nach Korsika.
Nachdem er Anfang 1776 mit Leopold zurückgekehrt war, heiratete Lessing am 8. Oktober 1776 Eva König in Jork (bei Hamburg), im Hause von Johannes Schuback. Am Weihnachtsabend 1777 gebar ihm seine Frau den Sohn Traugott, der aber am folgenden Tag starb. Am 10. Januar 1778 starb auch Eva Lessing an Kindbettfieber.

### Tod

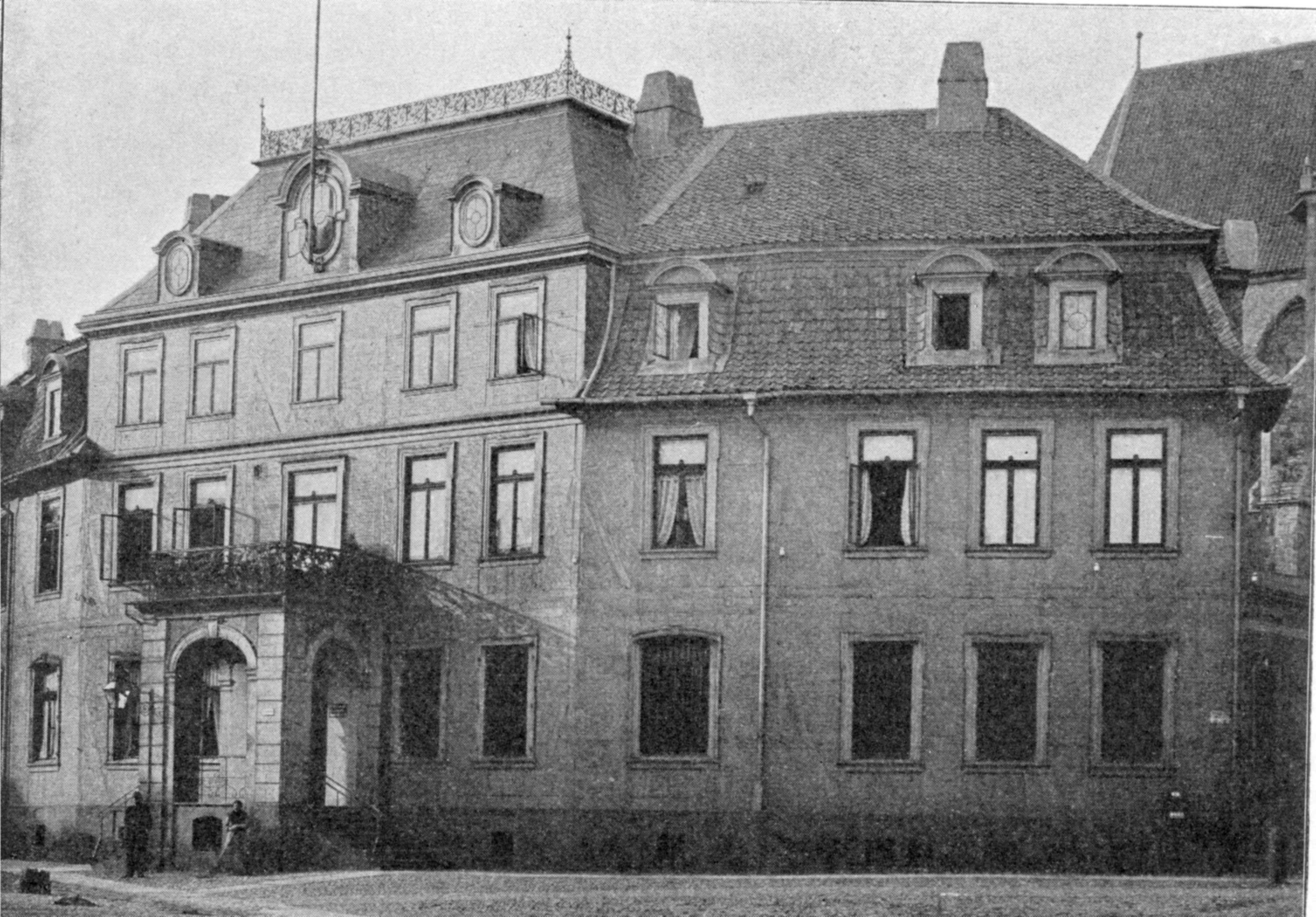
Sterbehaus in Braunschweig, 1905

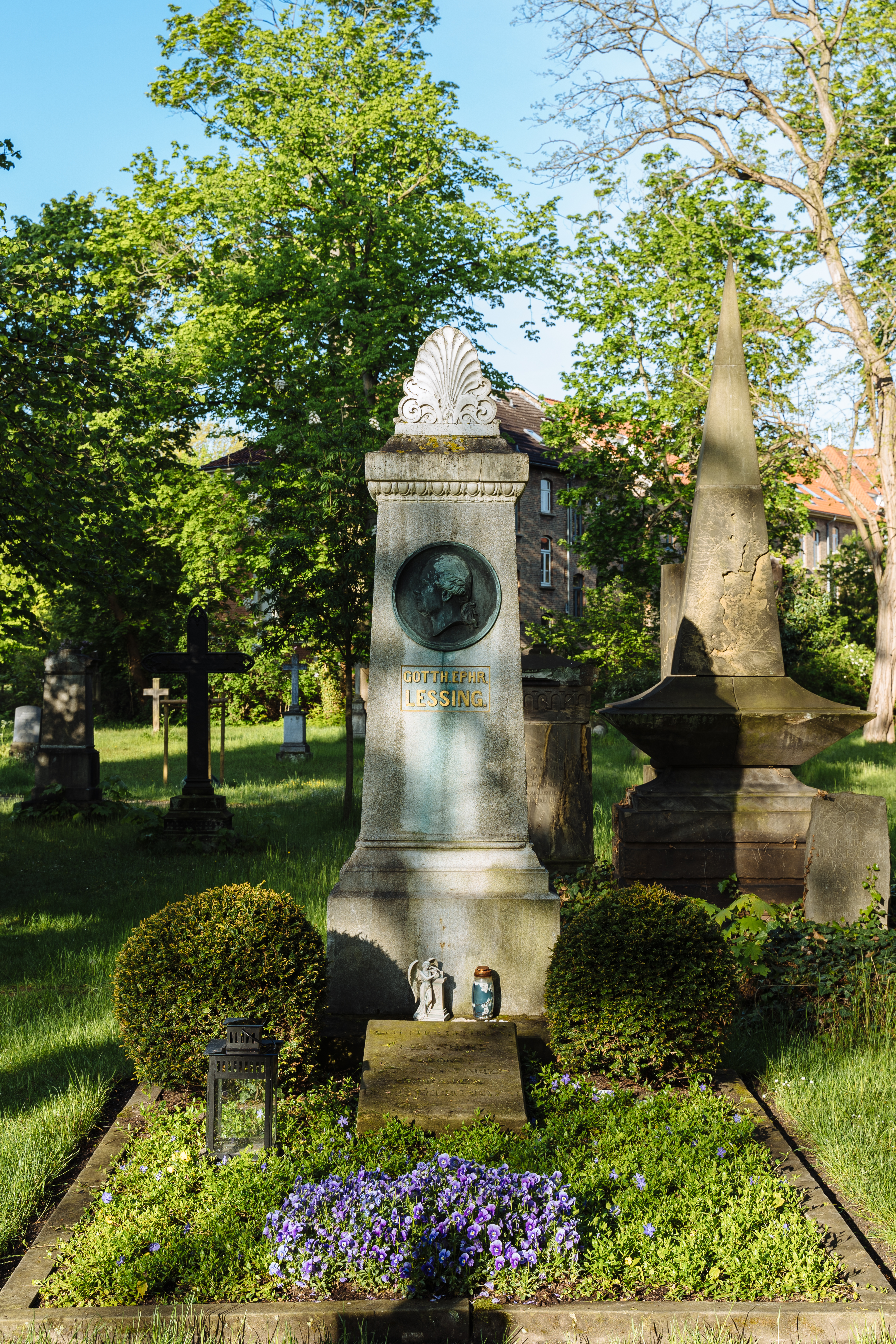
Lessings Grab auf dem Magnifriedhof in Braunschweig

Im Jahre 1779 verschlechterte sich Lessings Gesundheitszustand. Ende Januar 1781 zog sich der von Asthma-Anfällen geplagte Dichter bei einer Fahrt von Wolfenbüttel nach Braunschweig bei eisigen Temperaturen eine Erkältung zu. Am 3. Februar erlitt er in der Wohnung seines Gastgebers, Gehilfen und Vertrauten Simson Alexander David einen Zusammenbruch. Lessing hatte sich bei den Behörden für die Freilassung dieses jungen jüdischen Kaufmanns aus dem Gefängnis eingesetzt, wo der Sohn des prominenten und reichen Hofkammeragenten Alexander David nach einer Lottobetrugs-Affäre eingesessen hatte. Am 15. Februar 1781 abends zwischen acht und neun Uhr starb Lessing in den Armen von Simson Alexander David unmittelbar nach einem Aderlass an Brustwassersucht im Hause des Braunschweiger Weinhändlers Angott, wo der Dichter eine Wohnung unterhielt. Bis zum letzten Atemzug soll sich Lessing angeregt über die aktuelle Kirchenpolitik ereifert haben. Anlass war der Vorschlag der Jülicher Geistlichkeit, nachlässige Gottesdienstbesucher körperlich zu züchtigen, was den Dichter empörte. Augenzeuge David schrieb über Lessings Todesstunde: „Er ist gestorben, wie er gelebt hat: Als ein Weiser, entschlossen, ruhig, voll Besinnung bis zum letzten Augenblick.“ Kirchenblätter erregten sich über die Tatsache, dass ein Jude an Lessings Totenbett anwesend war. In Braunschweig wurden von Lessings zahlreichen Gegnern gehässige Gerüchte gestreut, Lessings Tod habe den Herzog 361 Taler abzuschreibenden Vorschuss gekostet. Die Hamburger Behörden untersagten jede Art von Nachrufen und Lobgedichten.
Lessing wurde auf dem Braunschweiger Magnifriedhof beigesetzt. 1793 setzte ihm der Braunschweiger Verleger Johann Heinrich Campe einen einfachen Stein mit Lessings Namen und Geburts- und Todestag. Sein Grab galt als verschollen und wurde 1833 von dem Braunschweiger Privatgelehrten und Kunsthistoriker Carl Schiller wieder aufgefunden.
Das heutige Grabmal mit einem Reliefporträt Lessings wurde erst 1874 aufgestellt. Es wurde nach einem Entwurf von Friedrich Lilly im Atelier des Hofbildhauers Theodor Strümpell ausgeführt. Gestiftet wurde es von der Intendanz des Herzoglichen Hoftheaters mit Genehmigung des Herzogs Wilhelm.

## Wirken
Lessing war ein vielseitig interessierter Dichter, Denker und Kritiker. Als führender Vertreter der deutschen Aufklärung wurde er zum Vordenker für das neue Selbstbewusstsein des Bürgertums. Seine theoretischen und kritischen Schriften zeichnen sich aus durch einen oft witzig-ironischen Stil und treffsichere Polemik. Das Stilmittel des Dialogs kam dabei seiner Intention entgegen, eine Sache stets von mehreren Seiten zu betrachten und auch in den Argumenten seines Gegenübers nach Spuren der Wahrheit zu suchen. Diese erschien ihm dabei nie als etwas Festes, das man besitzen konnte, sondern stets als ein Prozess des sich Annäherns.
Der Gedanke der Freiheit – für das Theater gegenüber der Dominanz des französischen Vorbilds, für die Religion vom Dogma der Kirche – zieht sich wie ein roter Faden durch sein ganzes Leben. Folgerichtig setzte er sich auch für eine Befreiung des aufstrebenden Bürgertums von der Bevormundung durch den Adel ein. In seiner eigenen schriftstellerischen Existenz bemühte er sich ebenfalls stets um Unabhängigkeit. Sein Ideal eines Lebens als freier Schriftsteller ließ sich jedoch nur schwer gegen die ökonomischen Zwänge durchsetzen. So scheiterte in Hamburg das Projekt „Deutsches Museum“, das er 1768 mit Johann Christoph Bode durchzuführen versuchte.

### Der Traum vom Theater

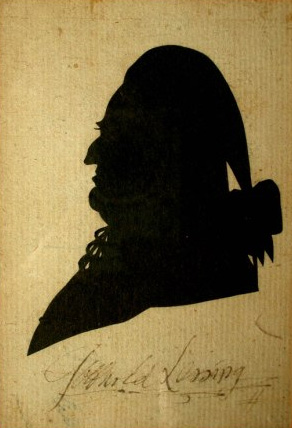
Lessing um 1780

In seinen theoretischen und kritischen Schriften zum Theater und seinem eigenen Dramenwerk versuchte er zur Entwicklung eines neuen bürgerlichen Theaters in Deutschland beizutragen. Er wandte sich dabei gegen die herrschende Literaturtheorie Gottscheds und seiner Schüler. Vor allem kritisierte er die bloße Nachahmung der französischen Vorbilder und spielte Shakespeare gegen Corneille und Racine aus (vgl. 17. Literaturbrief). Lessing war es, der die Shakespeare-Rezeption in Deutschland überhaupt begründete. In seinen tragödienpoetischen Schriften (Briefwechsel über das Trauerspiel, Hamburgische Dramaturgie) plädierte er für eine Rückbesinnung auf die klassischen Grundsätze von Aristoteles’ Poetik, wandelte aber die aristotelische Lehre von den tragischen Affekten Mitleid und Furcht (eleos und phobos) ab, indem er das Mitleid zum entscheidenden tragischen Affekt erklärte. In seinen eigenen Trauerspielen knüpfte er an die attische Tragödie an, insbesondere an das Motiv der Verblendung, das den Untergang seiner tragischen Heldinnen (Sara Sampson, Emilia Galotti) bzw. seines tragischen Helden (Philotas) herbeiführt. Er arbeitete mit mehreren Theatergruppen zusammen (z. B. mit Friederike Caroline Neuber).
Seine eigenen Arbeiten erscheinen uns heute wie die Prototypen für das sich später entwickelnde bürgerliche deutsche Drama. Miss Sara Sampson gilt als erstes deutschsprachiges bürgerliches Trauerspiel, Minna von Barnhelm als Vorbild für viele klassische deutsche Lustspiele, Nathan der Weise als erstes weltanschauliches Ideendrama. Seine theoretischen Schriften Laokoon und Hamburgische Dramaturgie setzten Maßstäbe für die Diskussion ästhetischer und literaturtheoretischer Grundsätze. Lessing stand in seiner Suche nach einem deutschsprachigen bürgerlichen Theater stark unter dem intellektuellen Einfluss des französischen Enzyklopädisten und Philosophen Denis Diderot. So sah er in dessen Le Fils naturel ou les Épreuves de la vertu, comédie suivie des Entretiens sur le Fils naturel (1757) kurz Fils naturel, den er in die deutsche Sprache übertrug („Der natürliche Sohn, oder die Proben der Tugend, ein Vorbild“) ein literarisches Vorbild für seinen Nathan den Weisen (1779). Lessing schätzte die Theaterreform von Diderot, vor allem wegen der Abschaffung der Ständeklausel, der Aufhebung der Heldenhaftigkeit der dramatischen Personen und der Verwendung prosaischer Sprache im Drama.

### Der Kritiker und Aufklärer
In seinen religionsphilosophischen Schriften argumentierte Lessing gegen den Glauben an die Offenbarung und gegen das Festhalten an den „Buchstaben“ der Bibel durch die herrschende Lehrmeinung. Demgegenüber vertraute er auf ein „Christentum der Vernunft“, das sich am Geist der Religion orientierte. Er glaubte, dass die menschliche Vernunft, angestoßen durch Kritik und Widerspruch, sich auch ohne die Hilfe einer göttlichen Offenbarung entwickeln werde. Um eine öffentliche Diskussion gegen die orthodoxe „Buchstabenhörigkeit“ anzuregen, veröffentlichte er in den Jahren 1774 bis 1778 sieben Fragmente eines Ungenannten, die zum so genannten Fragmentenstreit führten. Sein Hauptgegner in diesem Streit war der Hamburger Hauptpastor Johann Melchior Goeze, gegen den Lessing unter anderem als Anti-Goeze benannte Schriften von Hermann Samuel Reimarus herausgab.
Außerdem trat er in den zahlreichen Auseinandersetzungen mit den Vertretern der herrschenden Lehrmeinung (z. B. ebenfalls im Anti-Goeze) für Toleranz gegenüber den anderen Weltreligionen ein. Diese Haltung setzte er auch dramatisch im Drama Nathan der Weise um, als ihm weitere theoretische Veröffentlichungen verboten wurden. In der Schrift Die Erziehung des Menschengeschlechts legte er seine Position zusammenhängend dar. Inspiriert von den Fabeln von La Fontaine widmete er sich auch der Tierfabel, die er jedoch aufklärerisch und metaphysisch neu konzipierte: So etwa wird in seiner Fabel Der Rabe und der Fuchs Schmeichelei nicht etwa wie in der ursprünglichen Form der Geschichte belohnt, sondern mit dem Ziel einer gerechteren Moral hart bestraft.

### Lessing und das Verlagswesen
Zwar wurden zu Lessings Zeiten Buchmanufakturen wie die von Johann Friedrich Cotta, Friedrich Nicolai oder die Dieterich’sche Verlagsbuchhandlung zu Zentren der deutschen Aufklärung; doch als Folge der damit einhergehenden Kommerzialisierung des Literaturbetriebs wurde es für viele Autoren wie auch für Lessing selbst immer wichtiger, sich neben (oft schlecht bezahlten) Hofämtern Einkünfte aus dem Verkauf ihrer Bücher zu sichern. In diesem Zusammenhang setzte er sich erfolglos für eine Neuorganisation des Verlagswesens und eine gerechte Aufteilung der Einkünfte aus der Nutzung des geistigen Eigentums der Autoren sowie die Verhinderung von Raubdrucken ein, die wegen der deutschen Kleinstaaterei kaum durch amtliche Eingriffe zu verhindern waren.

## Werke (Auswahl)

### Gedichte

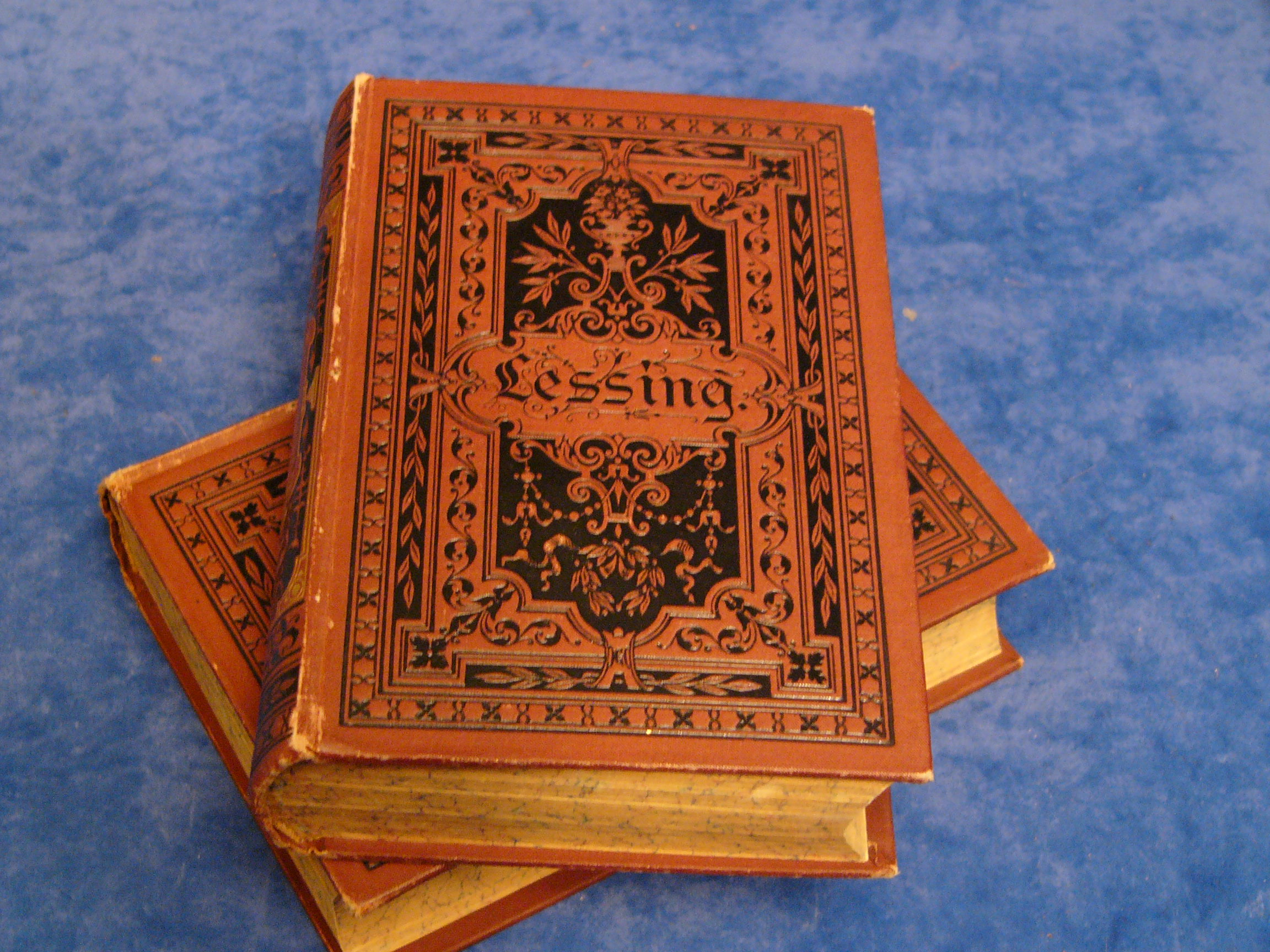
Beispiel einer Lessing-Werkausgabe

- Die drey Reiche der Natur (1747)
- Kleinigkeiten (Erstdruck 1751)
- Lieder. [Ausgabe 1771]
- Oden. [Ausgabe 1771]
- Sinngedichte. [Ausgabe 1771]

### Fabeln
- Fabeln und Erzählungen. [Ausgabe 1772]
- Fabeln. Drey Bücher : Nebst Abhandlungen mit dieser Dichtungsart verwandten Inhalts. [Ausgabe 1759] (Digitalisat und Volltext im Deutschen Textarchiv)
- Fabeln. [Nachlese]

### Dramen

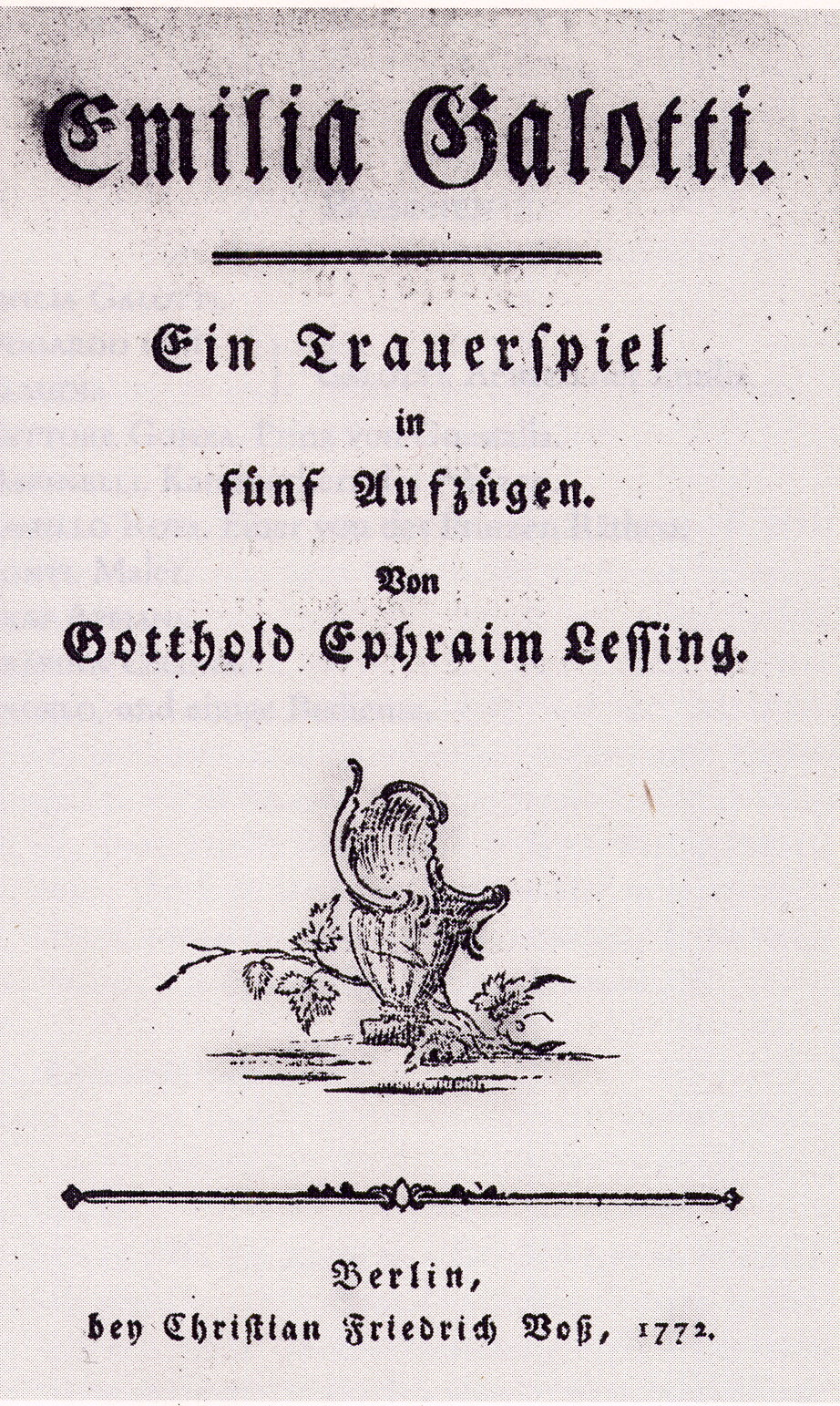
Emilia Galotti, Titelblatt der Erstausgabe von 1772

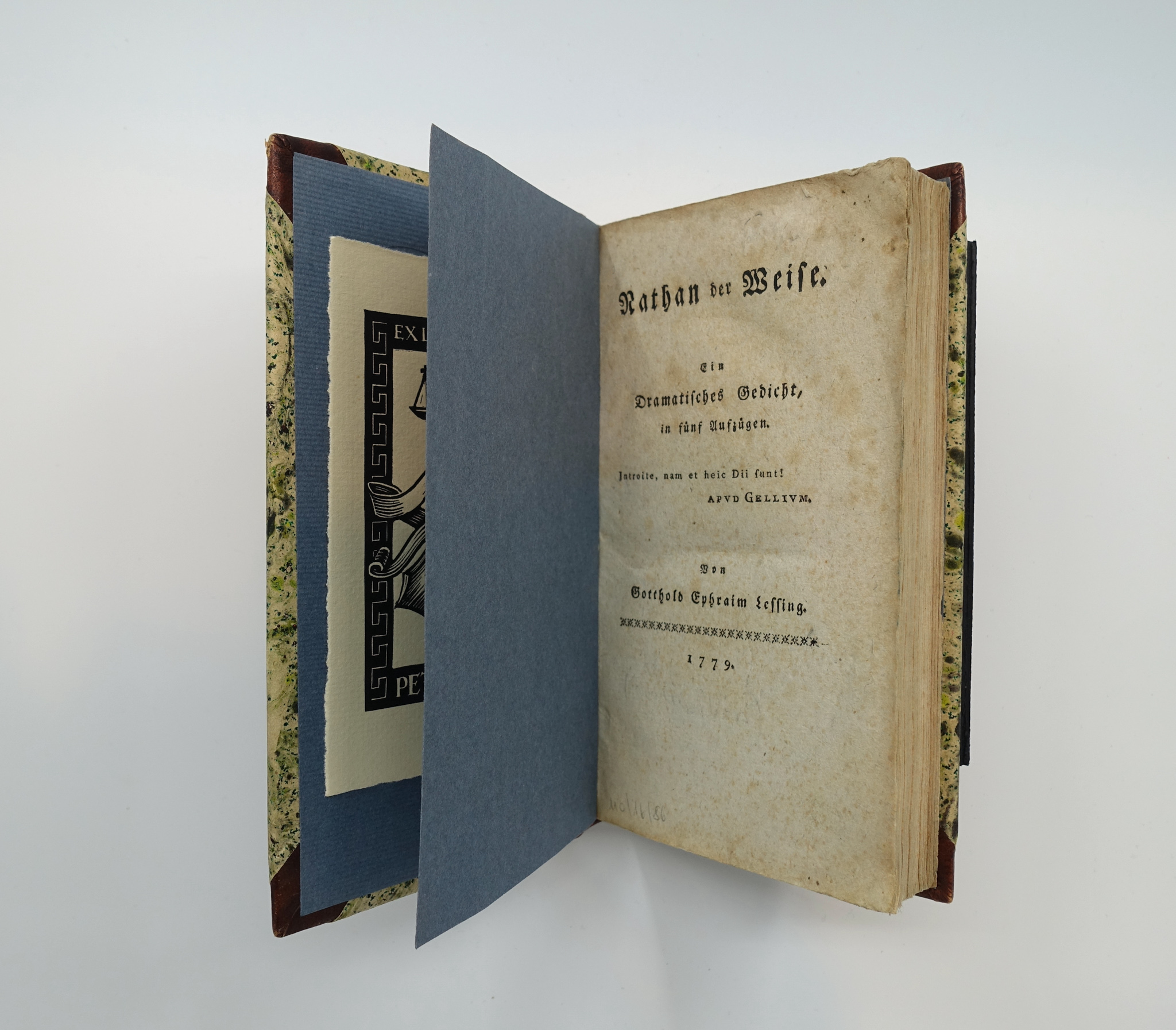
Zweite Auflage des Theaterstücks Nathan der Weise im Erscheinungsjahr 1779, in der Sammlung des Jüdischen Museums der Schweiz

- Damon, oder die wahre Freundschaft (Lustspiel), 1747, erschienen 1748
- Der junge Gelehrte (Lustspiel), 1747
- Die alte Jungfer (Lustspiel), verfasst 1748, erschienen 1749
- Der Misogyn (Lustspiel), verfasst 1748, erschienen 1755 als Einakter, Neudruck 1767 als Dreiakter
- Der Freigeist (Lustspiel), 1749
- Die Juden (Lustspiel), verfasst 1749, erschienen 1754
- Der Schatz (Lustspiel), verfasst 1750, erschienen 1755
- Miss Sara Sampson (Trauerspiel), 1755
- Philotas (Trauerspiel), 1759
- Minna von Barnhelm (Lustspiel), 1767
- Emilia Galotti (Trauerspiel), 1772
- Nathan der Weise (Dramatisches Gedicht), 1779

### Dramenfragmente
- Samuel Henzi
- D. Faust[28]
- Vor diesen!
- Die Matrone von Ephesus

### Ästhetische Schriften
- Rezensionen
- Briefe
- Vorreden

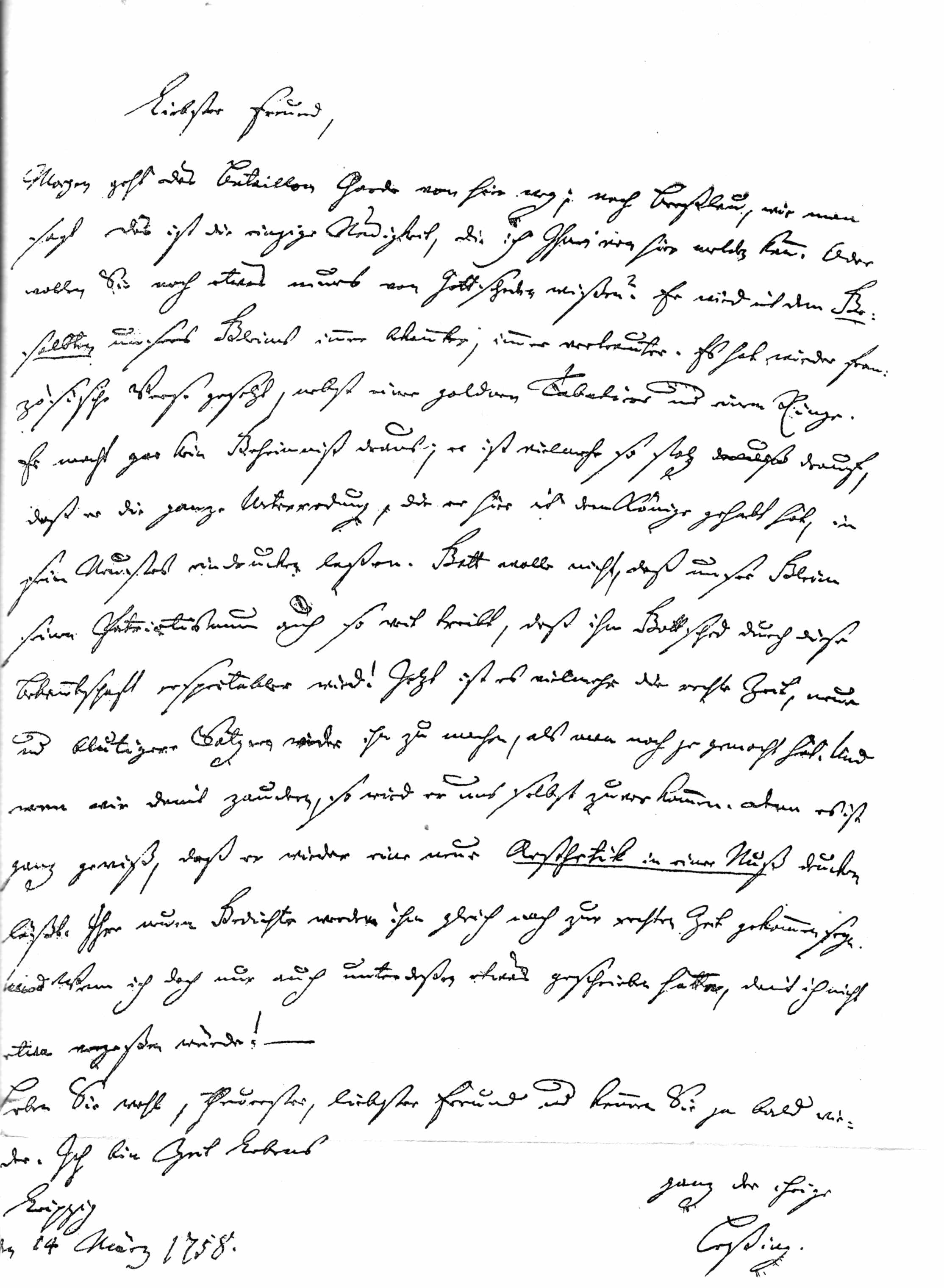
Brief von Lessing an Ewald Christian von Kleist, 14. März 1758

  - Des Herrn von Voltaire Kleinere historische Schriften
  - G. E. Lessings Schriften. Erster Teil
  - G. E. Lessings Schriften. Dritter Teil
  - Gotth. Ephr. Lessings Theatralische Bibliothek
  - Vermischte Schriften des Hrn. Christlob Mylius
  - Gleim, Preußische Kriegslieder
  - Friedrichs von Logau Sinngedichte
  - Das Theater des Herrn Diderot
- Abhandlungen von dem weinerlichen oder rührenden Lustspiele
  - Betrachtungen über das weinerlich Komische
  - Des Hrn. Prof. Gellerts Abhandlung für das rührende Lustspiel
- Über das Lustspiel „Die Juden“
- Ein Vade mecum für den Hrn. Sam Gotthl. Lange. Pastor in Laublingen
- Rettungen des Horaz
- Briefwechsel über das Trauerspiel
- Abhandlungen [über die Fabel]
- Briefe, die neueste Literatur betreffend
- Laokoon oder Über die Grenzen der Malerei und Poesie (Digitalisat)
- Hamburgische Dramaturgie (Digitalisat und Volltext im Deutschen Textarchiv Bd. 1, Digitalisat und Volltext im Deutschen Textarchiv Bd. 2)
- Der Rezensent braucht nicht besser machen zu können …
- Wie die Alten den Tod gebildet (1769) Archive.org
- Leben und leben lassen
- Selbstbetrachtungen und Einfälle
- Gegensätze des Herausgebers

### Theologiekritische und philosophische Schriften
- Gedanken über die Herrnhuter
- Das Christentum der Vernunft
- Pope ein Metaphysiker!
- Über die Entstehung der geoffenbarten Religion
- Über die Wirklichkeit der Dinge außer Gott
- Durch Spinoza ist Leibniz nur…
- Eine Parabel
- Anti-Goeze
- Ernst und Falk
- Daß mehr als fünf Sinne für den Menschen sein können
- Gespräche über die Soldaten und Mönche
- Die Religion Christi
- Die Erziehung des Menschengeschlechts (Digitalisat und Volltext im Deutschen Textarchiv)
- F. H. Jacobi über seine Gespräche mit Lessing
- Eine Duplik

### Werk- und Sammelausgaben
- G. E. Lessings Schriften. 6 Bände. Voß, Berlin 1753–1755.
- Gotthold Ephraim Lessing's sämmtliche Schriften. Herausgegeben von Karl Lachmann. Auf’s Neue durchgesehen und vermehrt von Wendelin von Maltzahn. 12 Bände. Göschen, Leipzig 1853–1857. 2. Auflage 1886. Nachdruck: De Gruyter, Berlin 1968.
- Werke. 3 Bände. Nach der Ausgabe letzter Hand unter Hinzuziehung der Erstdrucke. Hrsg. von Jost Perfahl und Otto Mann. Winkler, München 1969–1970.
- Werke. 8 Bände. In Zusammenarbeit mit Karl Eibl hrsg. von Herbert G. Göpfert. Hanser, München 1970–1979.
  - Band 1: Gedichte, Fabeln, Lustspiele. 1970.
  - Band 2: Trauerspiele. 1971.
  - Band 3: Frühe kritische Schriften. Bearbeitet von Karl S. Guthke. 1972.
  - Band 4: Dramaturgische Schriften. Bearbeitet von Karl Eibl. 1973
  - Band 5: Literaturkritik, Poetik und Philologie. Bearbeitet von Jörg Schönert. 1973
  - Band 6: Kunsttheoretische und kunsthistorische Schriften. Bearbeitet von Albert von Schirnding. 1974.
  - Band 7: Theologiekritische Schriften I und II. Bearbeitet von Helmut Göbel. 1976.
  - Band 8: Theologiekritische Schriften III, Philosophische Schriften. Bearbeitet von Helmut Göbel. Register zur gesamten Ausgabe von Hiltrud Häntzschel. 1979.
- Werke und Briefe. 12 Bände in 14 Teilbänden. Hrsg. v. Wilfried Barner. Berlin 2003, ISBN 978-3-618-61053-3.
- Die Ehre hat mich nie gesucht. Gedichte, Briefe, kritische Schriften, Stücke. Märkischer Dichtergarten. Hrsg. von Gerhard Wolf. Berlin 1985.

## Porträts & Büsten
- unbekannter Künstler, angebliches Altersbildnis, Öl auf Leinwand, um 1780, (Archivlink, Lessing-Museum, Kamenz)
- Johann Heinrich Tischbein d. Ä., Porträt, Öl auf Leinwand, 46 × 35 cm, um 1740, (online, Nationalgalerie Berlin)

- Ernst Friedrich Bussler (1773–1840) nach Johann Heinrich Tischbein d. Ä., Radierung, Punktiermanier, 145 × 117 mm (Darstellung, oval), 226 × 148 mm (Platte), 246 × 166 mm (Blatt), um 1800. Staatliche Kunstsammlung Dresden, Kupferstich-Kabinett, Inventarnummer: A 1995-10462, (online nicht mehr erreichbar, SKD).

- Anton Graff (1736–1813), Porträt,[29] Öl auf Leinwand. 56,5 × 47 cm Brustbild, roter Rock mit gleichfarbiger Weste, Spitzenjabot, Perücke.

- Friedrich Müller (1749–1825) nach Anton Graff, Porträt, Kupferstich, 14,9 × 18,6 cm, (online, Winckelmann-Museum Stendal)
- Lazarus Gottlieb Sichling (1812–1863), Brustbild nach rechts, Stahlstich nach Anton Graff um 1840 Kupferstich-Kabinett, Inventarnummer: A 1995-10424, Maße: 142 × 118 mm (Darstellung ohne Rahmung); 254 × 211 mm (Platte); 375 × 282 mm (Blatt), (online nicht mehr erreichbar, SKD)

- vermutlich Barbara Anna Rosina Lisiewska (1713–1783), Porträt, Öl auf Leinwand, 78,6 × 64,6 cm, um 1767–1768 (online, Gleimhaus Halberstadt, Porträtsammlung Freundschaftstempel)
- Christian Friedrich Krull, Büste, Höhe 38,4 cm, um 1780.
- Ernst Rietschel, Büste. Material und Technik: Gips, Maße: H. mit Sockel: 64 cm, B: 41,5 cm, T: 30,0 cm, um 1848 (Datierung bezieht sich auf das Original), Skulpturensammlung: Staatliche Kunstsammlung Dresden, Inventarnummer: ASN 0068, (online nicht mehr erreichbar, SKD).
- Ernst Rietschel, Kolossalstatue, Material und Technik: Gips, Maße: H (mit Plinthe): 280,0 cm, B: 115,0 cm, T: 107,0 cm, um 1848/49 (Datierung bezieht sich auf das Original), Skulpturensammlung: Staatliche Kunstsammlung Dresden, Inventarnummer: ASN 4700, (online nicht mehr erreichbar, SKD).
- Adolf Neumann: Bildnis (3/4-Figur, stehen), Holzstich, bez.: A. NEUMANN .X.A., in: Die Gartenlaube. Illustrirtes Familienblatt. Jahrgang 1879. Ernst Keil, Leipzig 1879, S. 5.

## Ehrungen

### Museen
Berlin

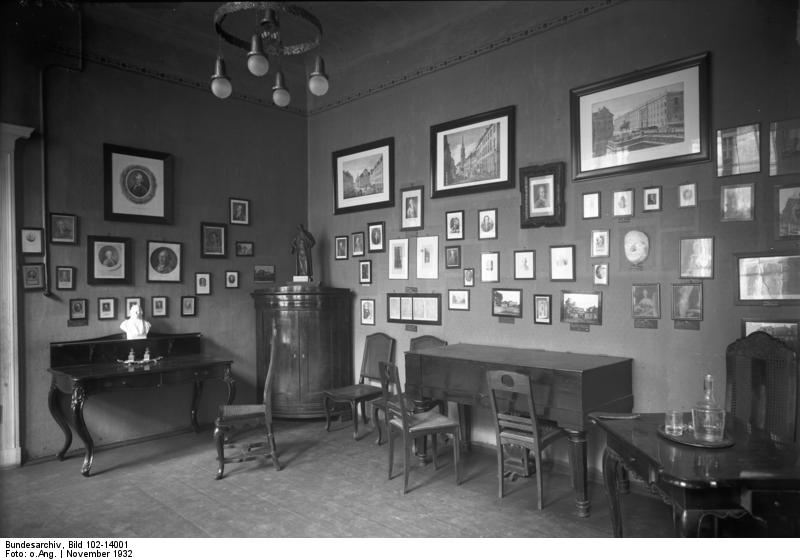
Ausstellungsraum im einstigen Lessing-Museum Berlin, 1932

Das Lessing-Museum in Berlin bestand von 1905 bis 1936. Es wurde von Georg Richard Kruse, einem Komponisten, Musikschriftsteller und Autographensammler zusammen mit Gleichgesinnten gegründet. Das Museum sollte zum einen den Schriftsteller feiern und zum anderen dessen Gedanken der Toleranz zwischen Christen und Juden popularisieren. Die Ausstellungsräume wurden 1905 am vormaligen Wohnsitz Lessings am Königsgraben 10 eröffnet. 1910 musste das Museum einer Filiale des Warenhauses Tietz weichen und in das Nicolaihaus, Brüderstraße 13, umziehen. Zeitweilig wurde das Museum auch Sitz der Lessing-Hochschule mit Kruse als deren Direktor (1913/14). Das Lessing-Museum hatte mit Unterstützung der Familie und Sponsoren, darunter auch Juden und Freimaurer, über die Jahre viele persönliche Gegenstände Lessings und seines Umfelds erwerben können. Nach der Machtübernahme der Nationalsozialisten wurde das Museum 1936 geschlossen. Die wertvollen Exponate wurden anderen Museen angeboten und verkauft.
Kamenz

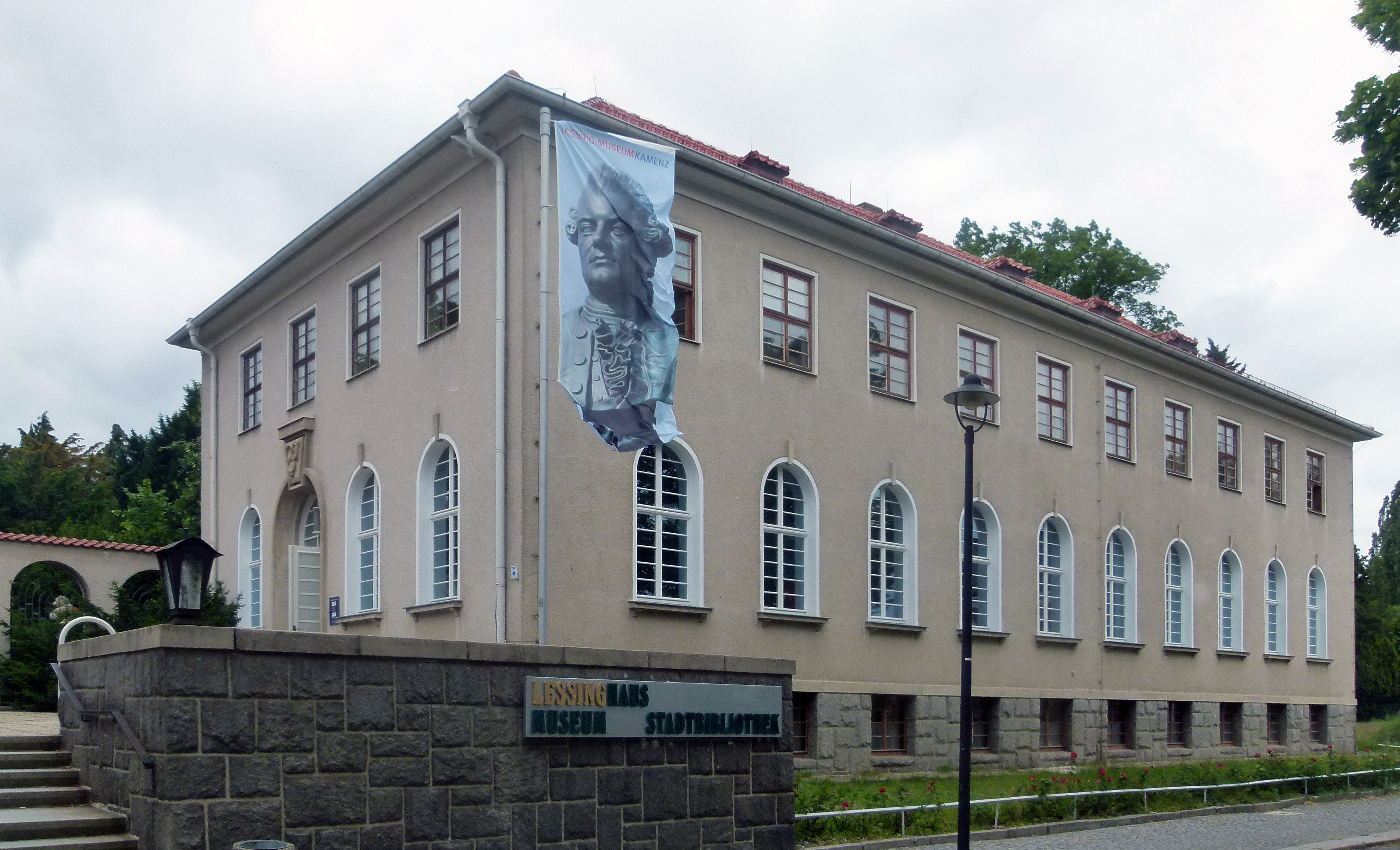
Lessing-Museum im Lessinghaus in Kamenz

Das Museum in seiner Geburtsstadt Kamenz zeichnet nicht nur Lessings Lebensweg nach, sondern verknüpft seine Biografie durch Theatermodelle, Bühnenbild-Entwürfe und Kostüme auch mit der Theatergeschichte.
Wolfenbüttel
Heute informiert ein Museum mit 15 Ausstellungsräumen im Lessinghaus Wolfenbüttel über das Leben Lessings. Die ebenfalls in Wolfenbüttel ansässige 1971 gegründete Lessing-Akademie widmet sich Lessings Werk und der Aufklärungsepoche.

### Denkmäler (Auswahl)
Lessing zu Ehren wurden vor allem im 19. und zu Beginn des 20. Jahrhunderts zahlreiche Denkmäler errichtet.

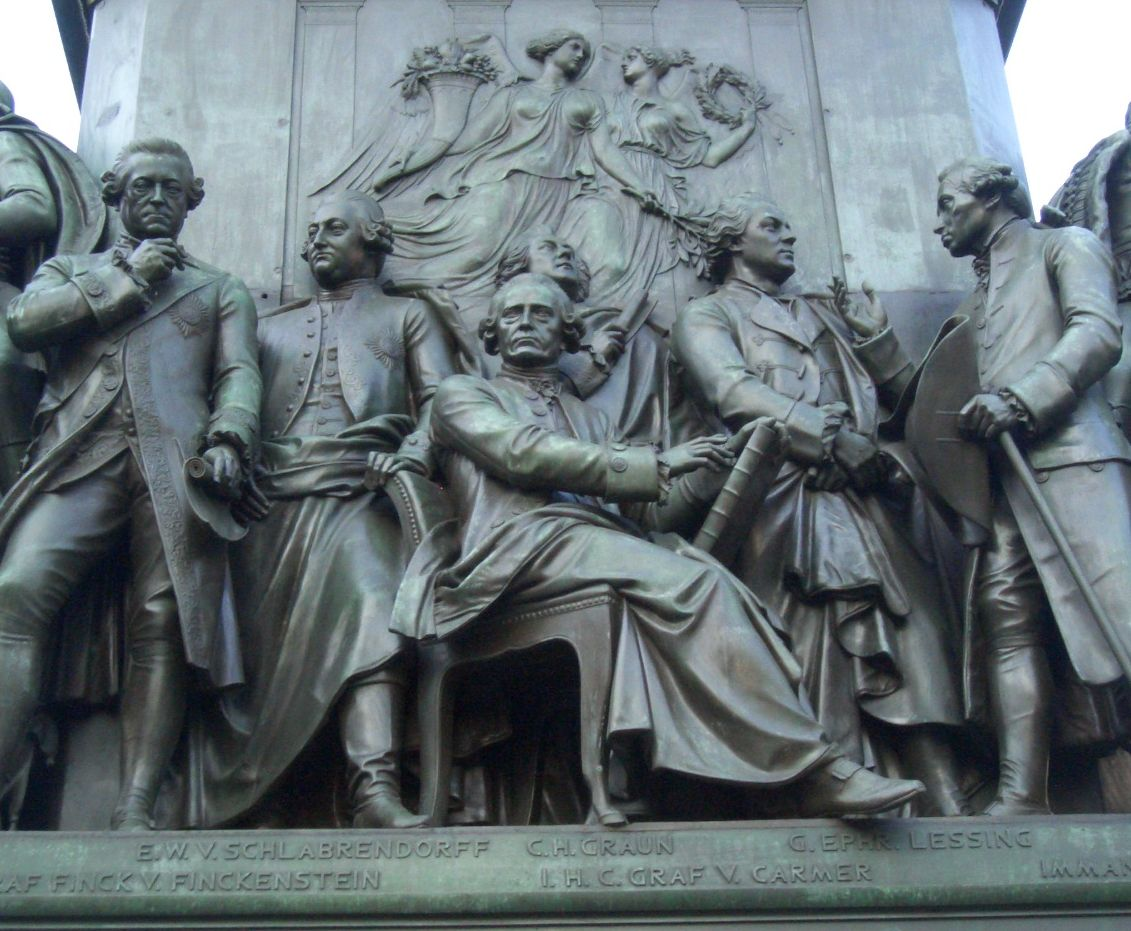
Reiterstandbild Friedrichs des Großen (1851). Von links: Graf von Finckenstein, Schlabrendorf, Graf von Carmer (mit Buch), Graun (mit Notenrolle), Lessing und Kant
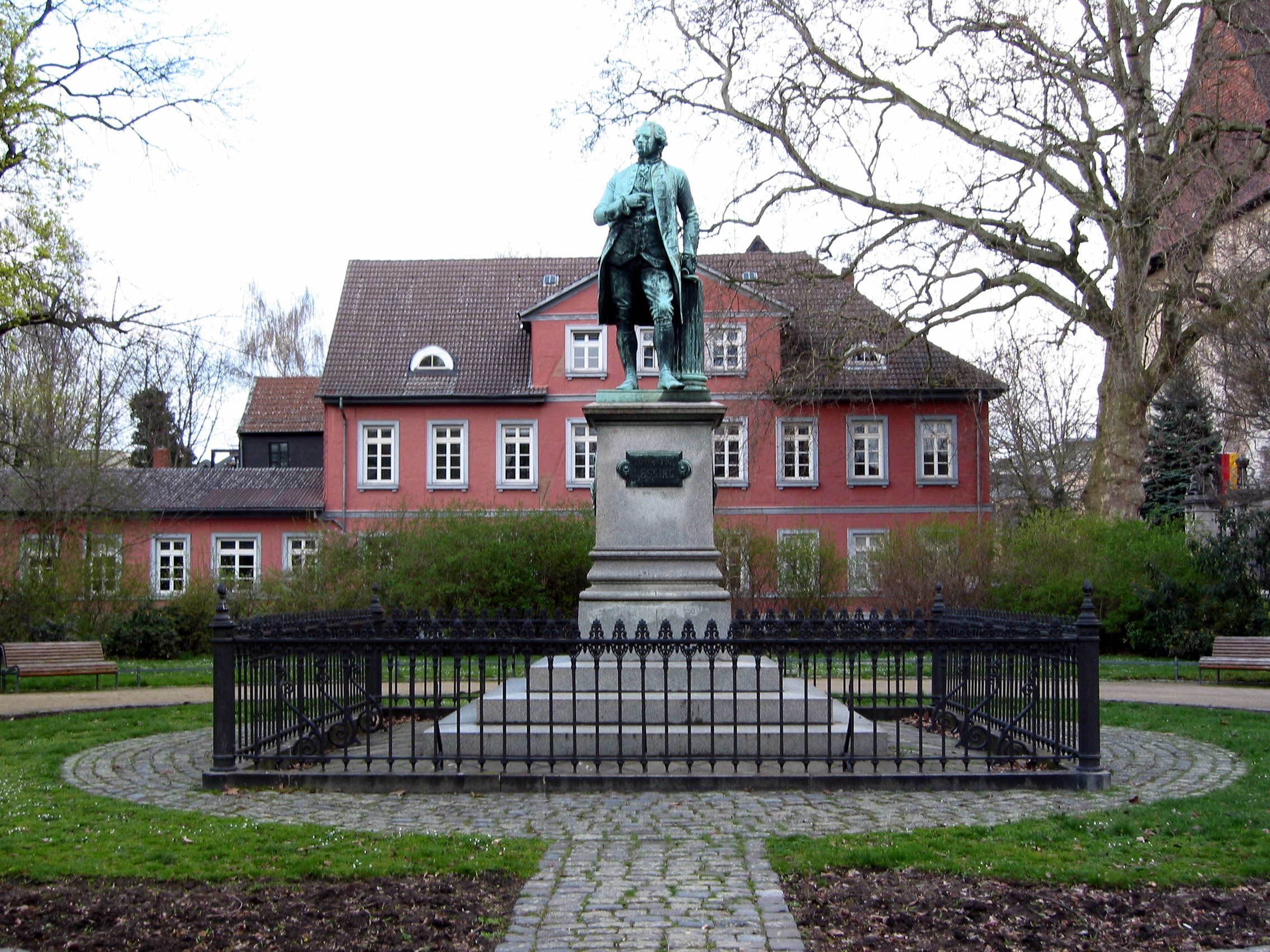
Denkmal in Braunschweig (1853)
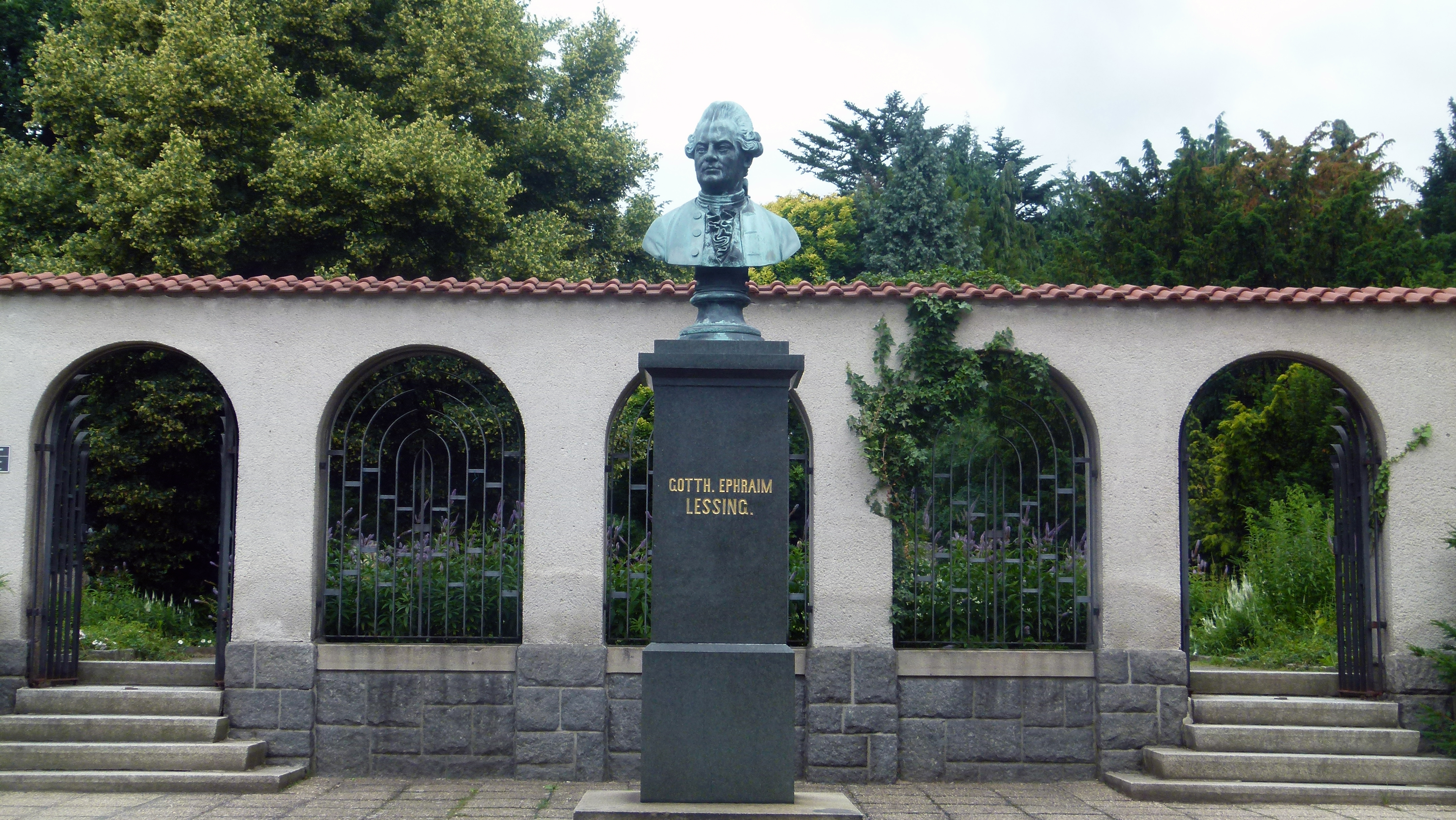
Denkmal in Kamenz (1863)
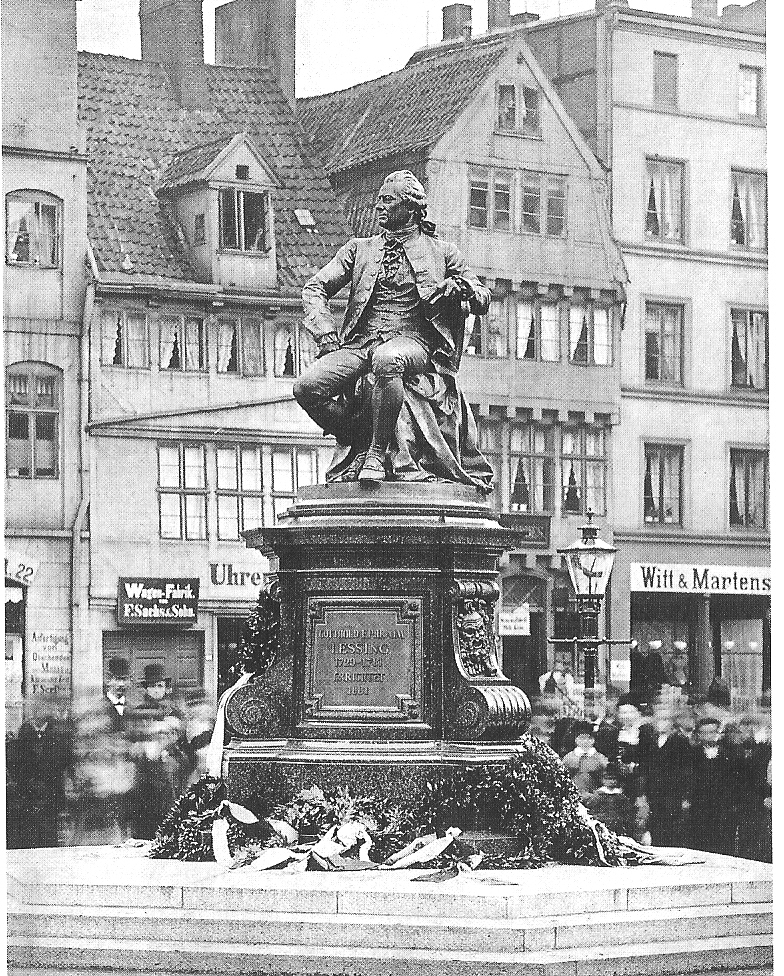
Enthüllung des Denkmals auf dem Hamburger Gänsemarkt (1881)

- Bereits 1796 wurde in Wolfenbüttel, der Stätte seines letzten Wirkens, gegen den Widerstand weiter Teile der Bevölkerung ein von Friedrich Wilhelm Eugen Döll geschaffenes Denkmal[31] aufgestellt (siehe Lessing-Denkmal (Wolfenbüttel)), das bereits 1806 zum Schutz vor Vandalismus in das Vestibül der Herzog August Bibliothek versetzt werden musste.
- Auf dem Reiterstandbild Friedrichs des Großen in Berlin (Unter den Linden) gehört Lessing zu 74 dargestellten Zeitgenossen Friedrichs des Großen. Das Denkmal wurde von Christian Daniel Rauch entworfen und nach mehrjähriger Bauzeit am 31. Mai 1851 enthüllt.
- Das Bronzestandbild auf dem Lessingplatz in Braunschweig entstand nach einem Entwurf von Ernst Rietschel. Das Gesicht wurde von Christian Friedrich Krull nach einer Porträtbüste Lessings[32] gestaltet. Das von Georg Ferdinand Howaldt angefertigte Denkmal wurde am 20. September 1853 enthüllt.
- In Kamenz, seiner Geburtsstadt, wurde im Jahr 1863 anlässlich der Einweihung einer Lessing-Gedenkstätte das vom Bildhauer Hermann Knaur geschaffene Lessing-Denkmal errichtet. Dort befindet sich auch der Lessing-Turm.
- Lessing-Denkmal in Hamburg auf dem Gänsemarkt (1881).

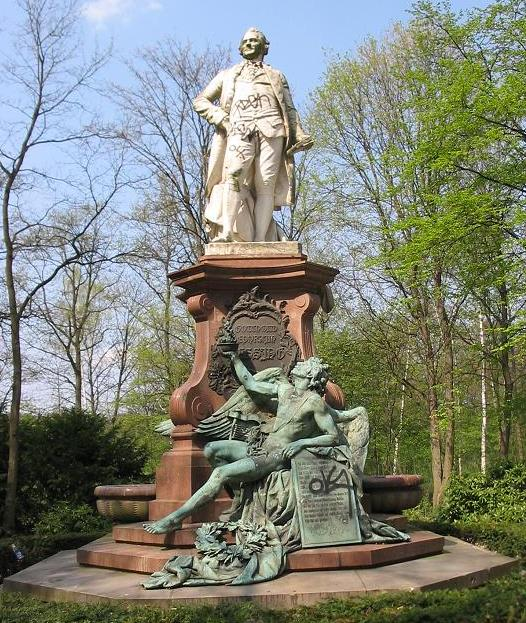
Das Lessing-Denkmal von 1890 im Berliner Tiergarten
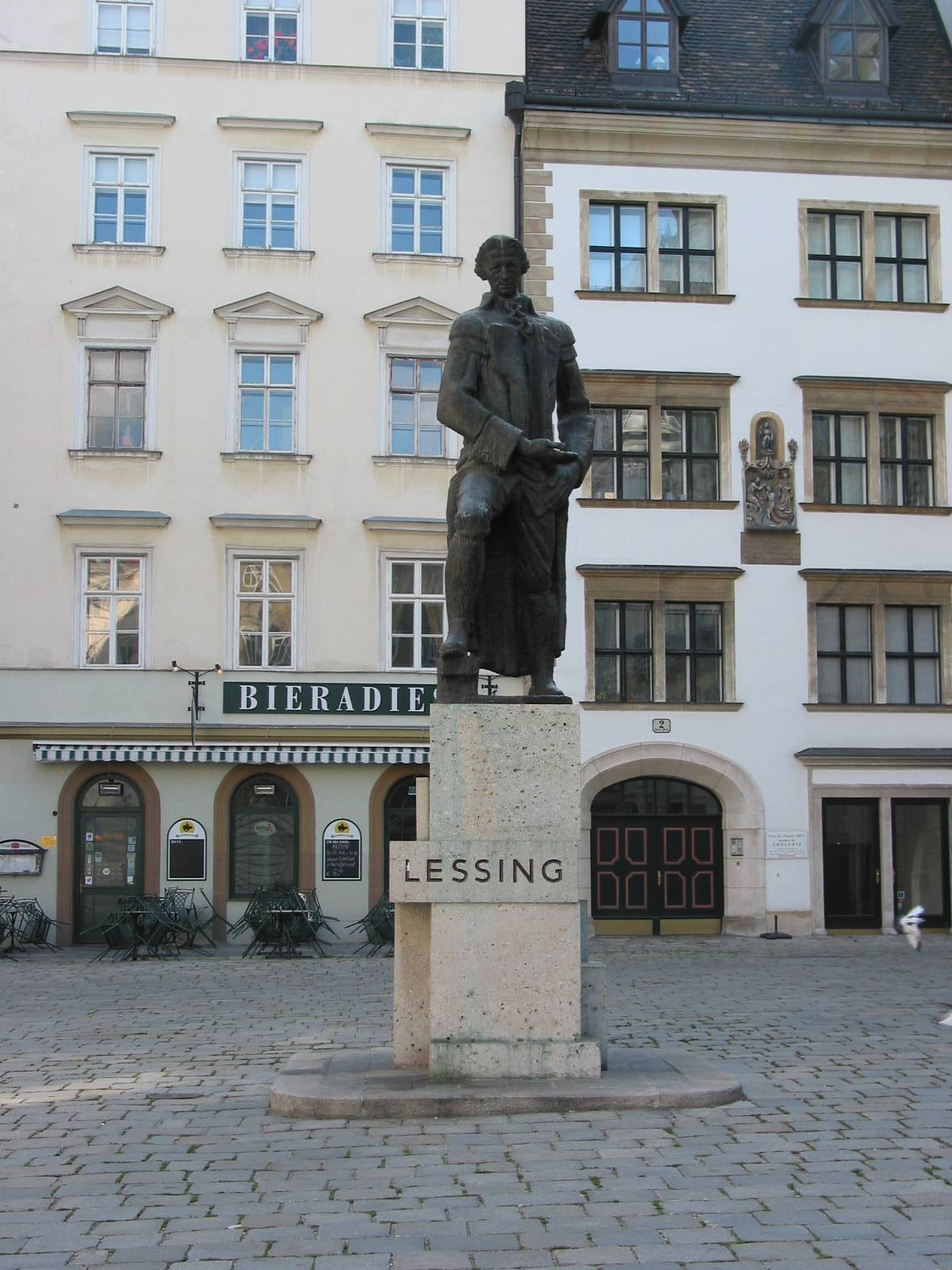
Das 1968 enthüllte Lessing-Denkmal auf dem Wiener Judenplatz
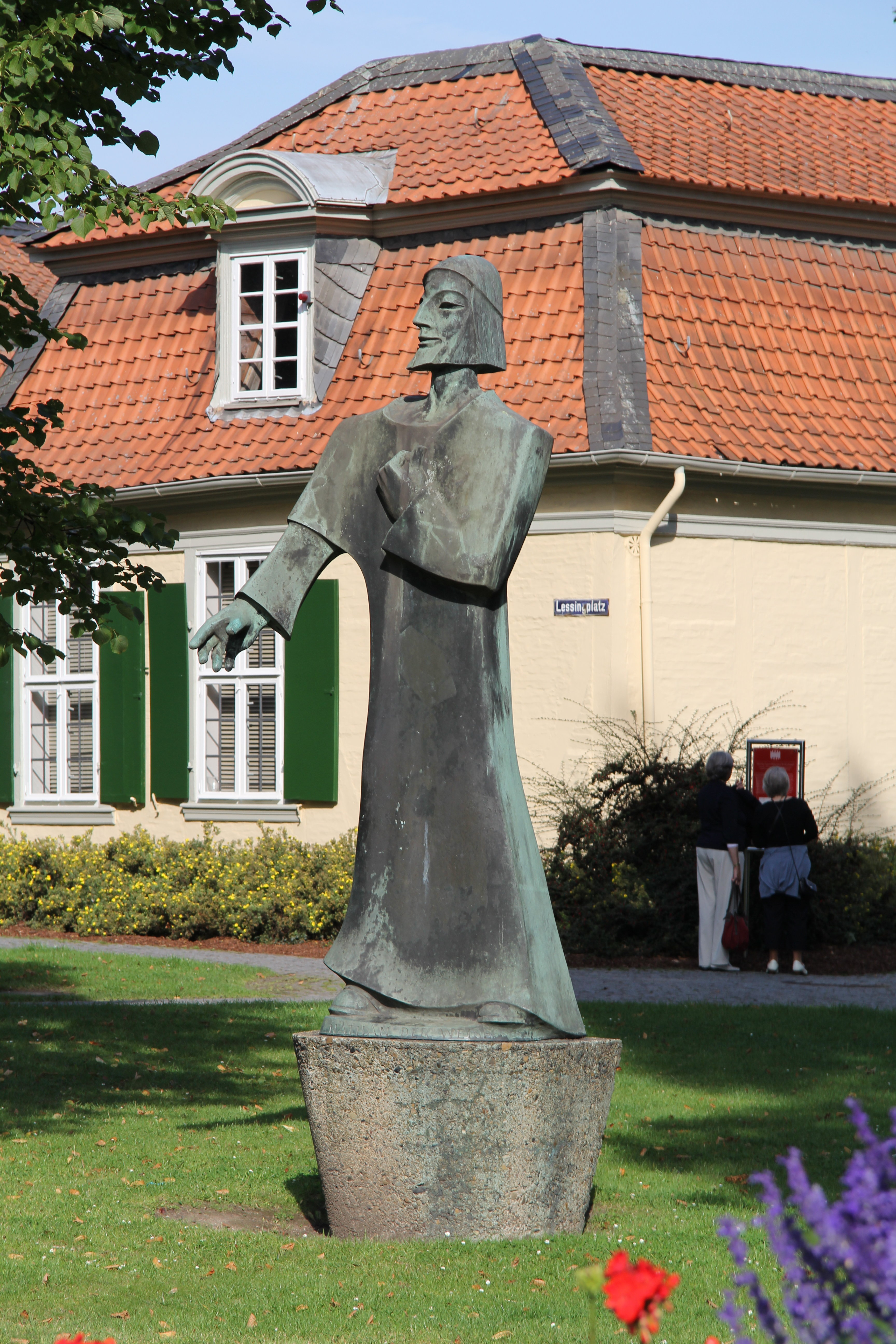
Statue Nathan der Weise in Wolfenbüttel (1961)

- Das Lessing-Denkmal im Berliner Tiergarten (Lennéstraße) wurde von Lessings Urgroßneffen Otto Lessing geschaffen und am 14. Oktober 1890 enthüllt. Die Bronzebildnisse am Sockel zeigen den Verleger und Schriftsteller Friedrich Nicolai, den Dichter Ewald von Kleist und den Schriftsteller, Philosophen und Unternehmer Moses Mendelssohn.[33]
- Auf dem Judenplatz in der Wiener Innenstadt befindet sich das von Siegfried Charoux geschaffene Lessing-Denkmal. Das Original wurde 1931/32 vollendet, 1935 enthüllt und bereits 1939 von den Nationalsozialisten abgetragen und eingeschmolzen. 1962 bis 1965 schuf Charoux ein zweites Lessing-Denkmal aus Bronze, das 1968 auf dem Ruprechtsplatz enthüllt und 1981 auf den Judenplatz übersiedelt wurde.
- Zusätzlich zu dem in Wolfenbüttel bereits 1796 aufgestellten Denkmal ließ die Stadt im Jahre 1961 das Denkmal Nathan der Weise von dem Bildhauer Erich Schmidtbochum errichten. Der Schauspieler Ernst Deutsch saß Modell.

Weitere Denkmäler:
- Die von Ludwig Hoffmann entworfene und 1903 eröffnete Lessingbrücke in Berlin-Moabit zeigte auf vier Bronzereliefs Darstellungen der Schluss-Szenen der Dramen Miss Sara Sampson, Emilia Galotti, Nathan der Weise und Minna von Barnhelm. Bei den 1983 wieder angebrachten Reliefs von August Jäkel handelt es sich um Nachbildungen der Originale von Otto Lessing, die während des Zweiten Weltkrieges eingeschmolzen wurden.
- Freiherr Otto August von Grote errichtete in dem Park seines Landgutes Breese 1781 ein Denkmal (heutzutage Gut Wrestedt/Uelzen).[34]
- Das Lessing-Denkmal in Frankfurt am Main wurde im Auftrag des jüdischen Frankfurter Bürgers Herz Hayum Goldschmidt von Gustav Kaupert gestaltet und 1882 vor der ehemaligen Stadtbibliothek aufgestellt. Es steht seit 1961 in der Obermain-Anlage.[35]

### Örtlichkeiten
Einige biografisch relevante Orte werden durch den Beinamen Lessingstadt geehrt.
In über 1000 Städten und Orten wurden Straßen, Wege und Plätze nach Lessing benannt:
- 1102 Mal „Lessingstraße“[36][37][38][39]
- 74 Mal „Lessingweg“[40]
- 15 Mal „Lessingplatz“[41]
- 04 Mal „Lessingring“[42]
- je 2 Mal „Lessingbrücke“[43] und „Lessingallee“[44]
- je ein Mal Lessingpfad, Lessinggasse, Lessinggäßchen, Lessingberg, Lessing-Feldweg und Lessingtunnel[45]

### Gedenktafeln
- Die 1913 von der Stadt Berlin gestiftete Gedenktafel am Nikolaikirchplatz 7 in Berlin-Mitte erinnert an die Vollendung des Werkes Minna von Barnhelm im Jahr 1765.
- Eine Gedenktafel in Wittenberg erinnert an Lessings Studium in der Lutherstadt.
- In Kamenz erinnert eine Gedenktafel an den früheren Standort seines Geburtshauses.

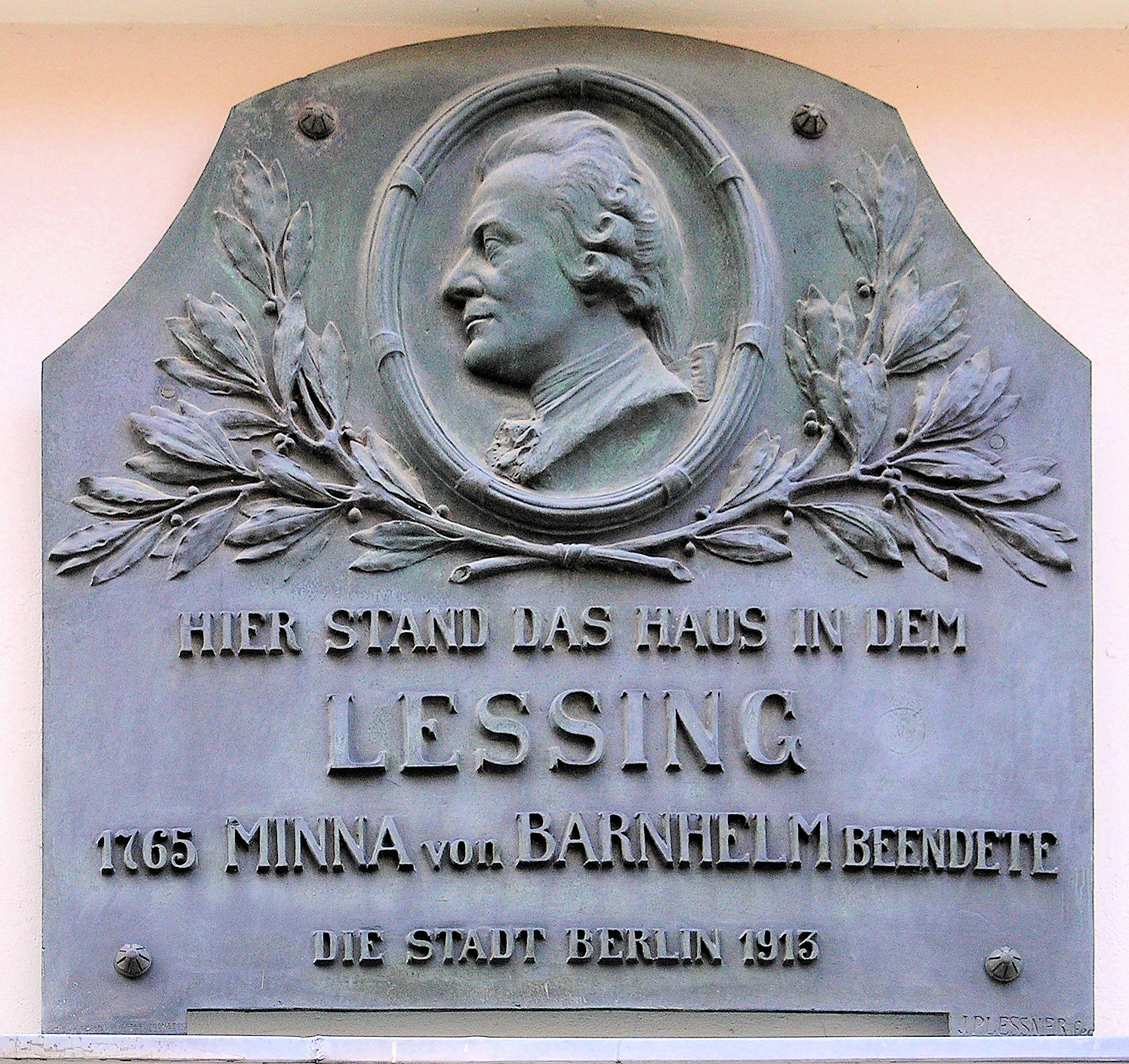
Gedenktafel in Berlin, Nikolaikirchplatz 7
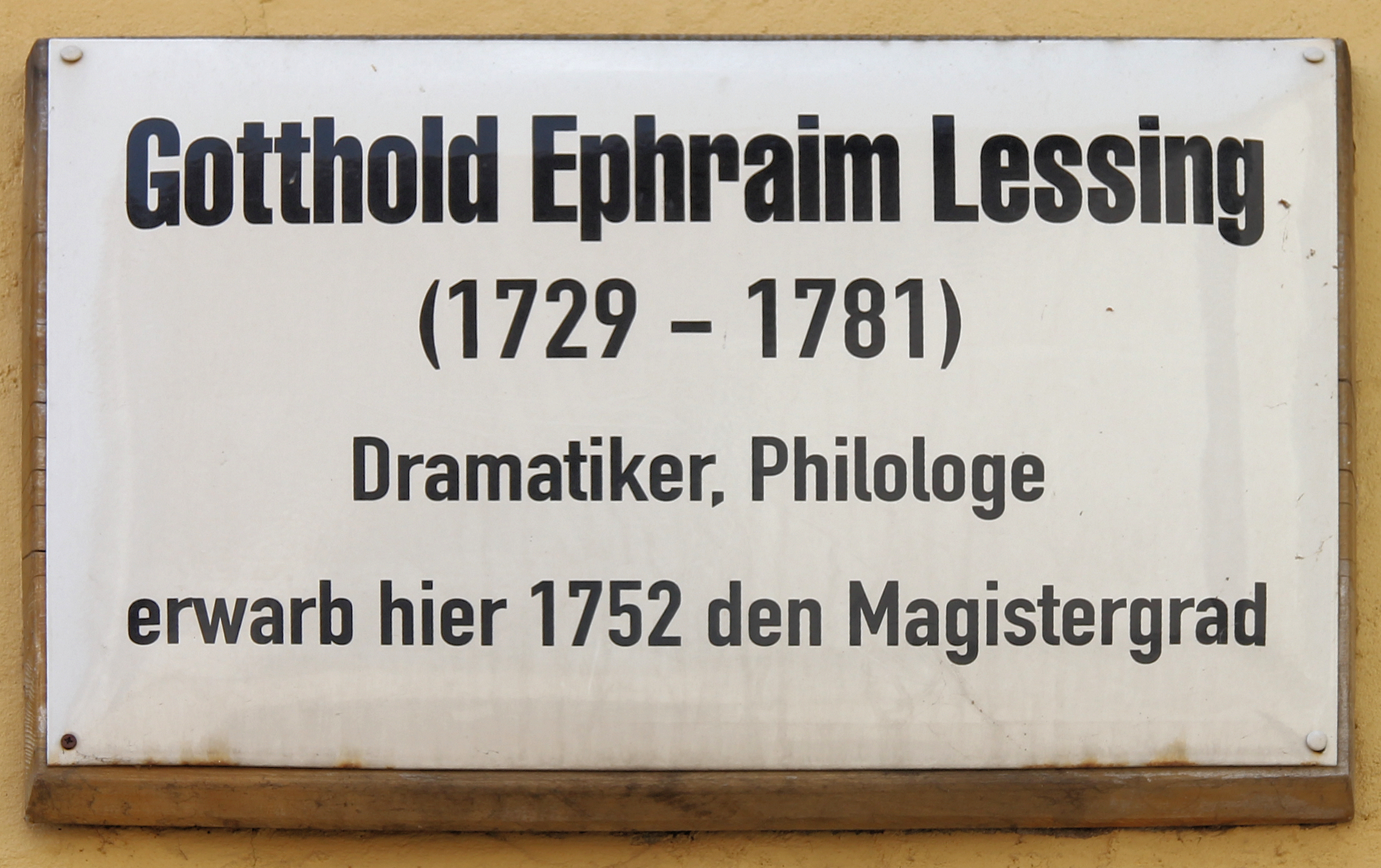
Gedenktafel in Wittenberg, Kirchplatz 26
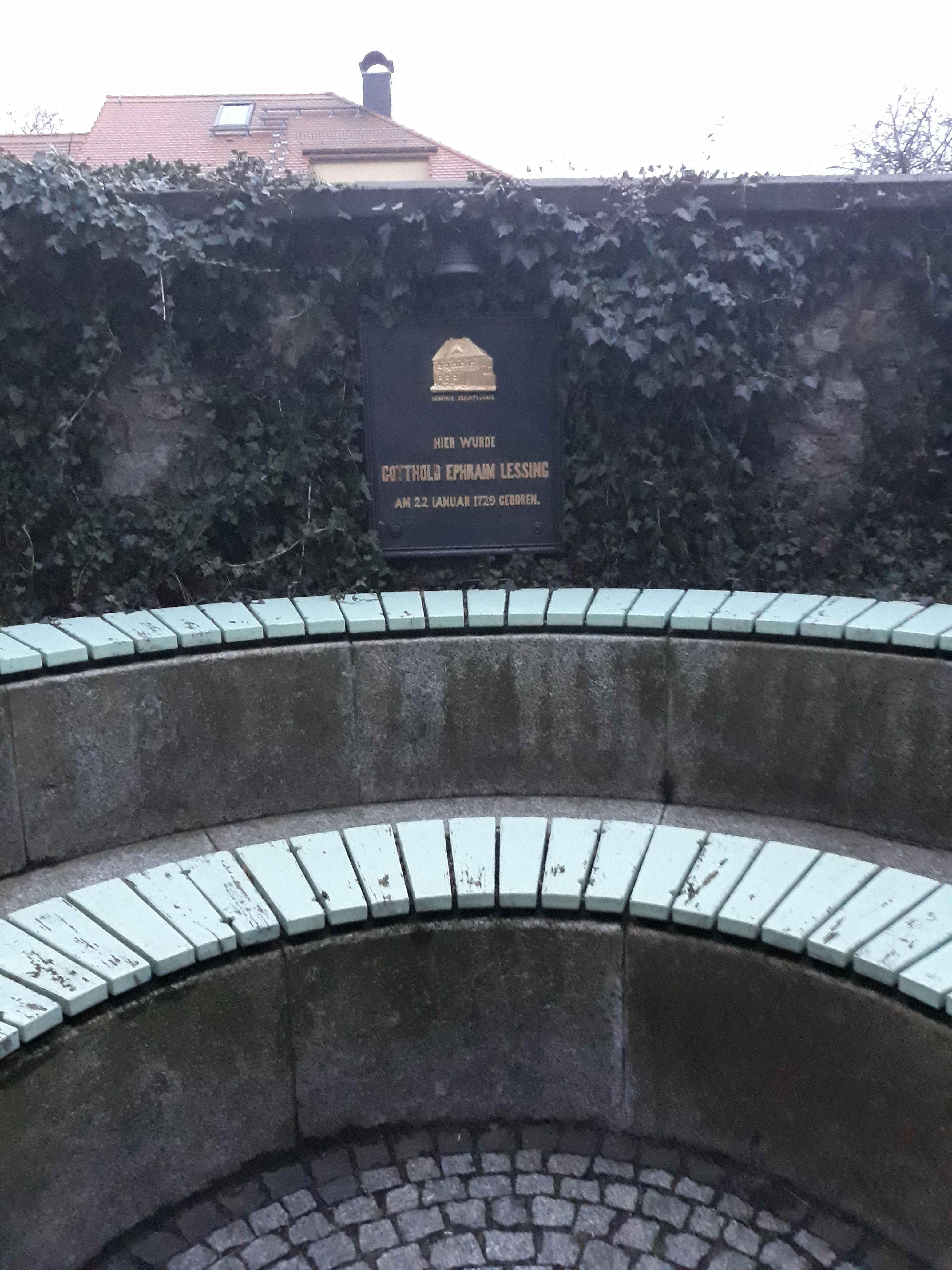
Gedenktafel in Kamenz

### Preise
Zu Lessings Ehren wurden mehrere Lessing-Preise gestiftet:
- Lessing-Preis der DDR
- Lessing-Preis der Freien und Hansestadt Hamburg
- Lessing-Preis des Freistaates Sachsen
- Lessing-Preis für Kritik
- Lessing-Ring der deutschen Freimaurer
- Lessing-Übersetzerpreis

Lessing auf deutschen Briefmarken und Münzen
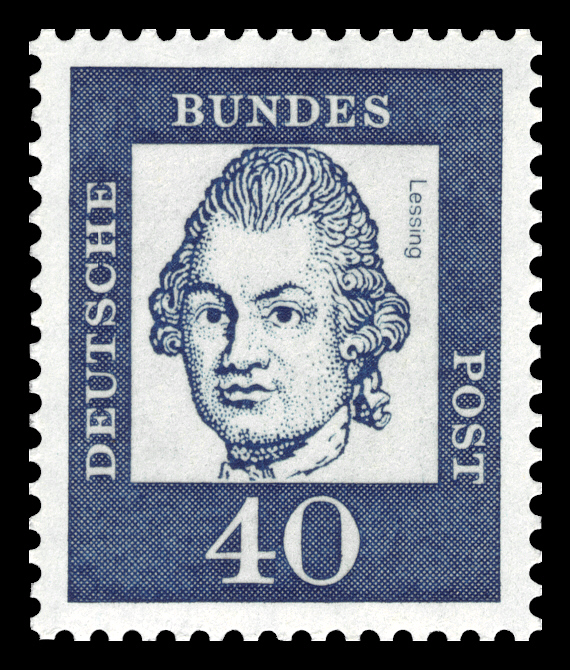
40 Pf-Dauermarke der Deutschen Bundespost (1961) aus der Serie Bedeutende Deutsche

### Schulen
Nach Lessing wurden mehrere Schulen benannt, siehe Lessing-Schule.

### Sonstiges
Nach Lessing und nach seinen beiden Großneffen, dem Arzt und Botaniker Christian Friedrich Lessing und nach dem Maler Karl Friedrich Lessing ist die Pflanzengattung Lessingia Cham. aus der Familie der Korbblütler (Asteraceae) benannt. Ein Merkurkrater und der Asteroid (7425) Lessing sind nach ihm benannt.
Einige Häuser tragen in verschiedenen Orten auch seinen Namen.